# Železniční trať Pardubice–Liberec

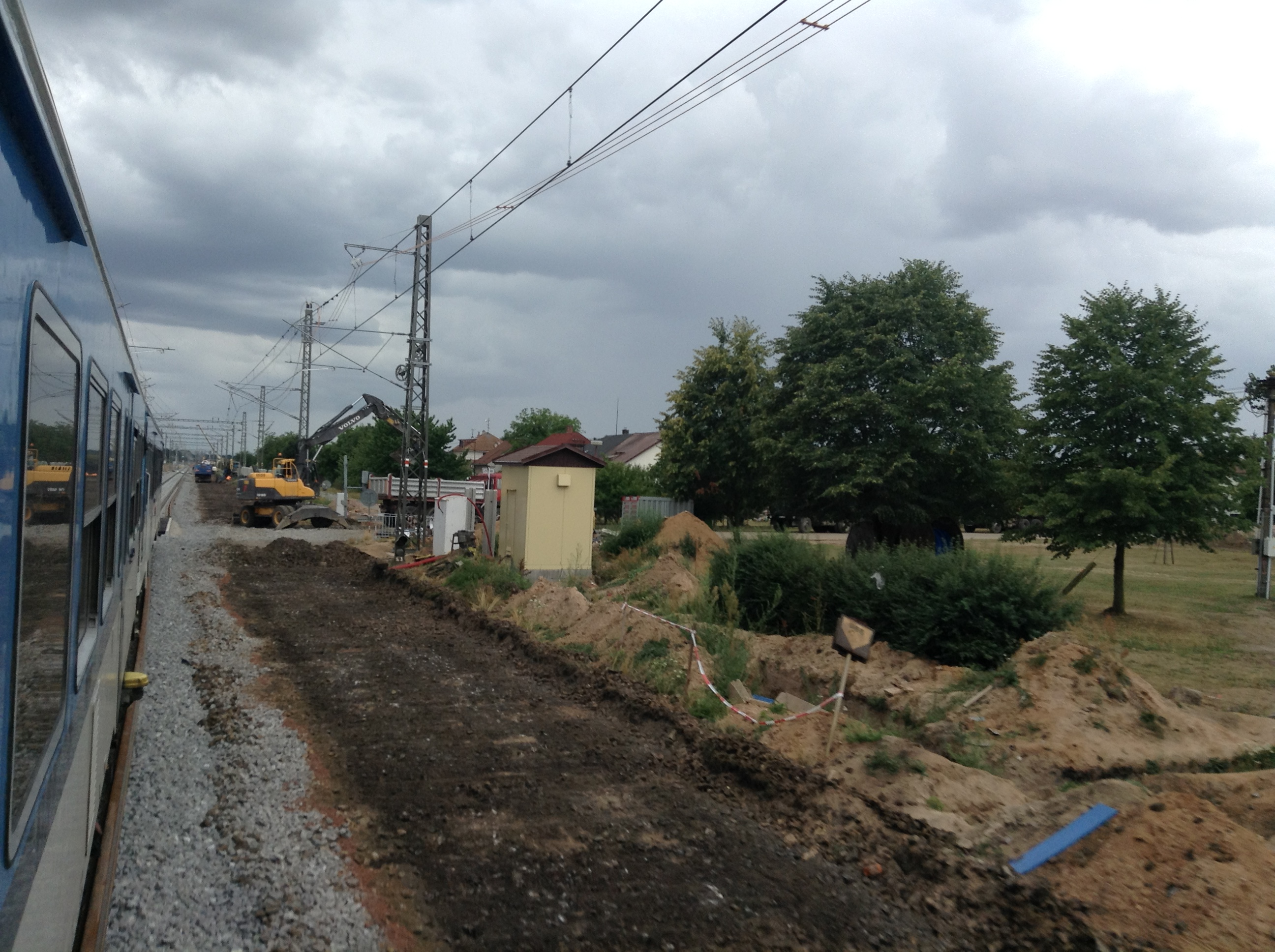
Rekonstrukce tratě mezi Hradcem Králové a Pardubicemi v červenci 2015.

Železniční trať Pardubice–Liberec je jednokolejná (s výjimkou dvoukolejného úseku Pardubice – Opatovice nad Labem-Pohřebačka) železniční trať celostátní dráhy. Vychází z rovinatého Polabí a směřuje nejdříve touto rovinou přes kopcovité Podkrkonoší a předhůří Jizerských hor (s výjimkou úseku trati, který v Jizerských horách leží a nachází se zde i nejvýše položená zastávka na trati), kde je i několik tunelů, do Liberce.
V jízdním řádu pro cestující je jízdní řád vlaků osobní dopravy v úseku Jaroměř–Liberec uveden v tabulce 030, úsek Pardubice–Jaroměř je uveden v tabulce 031.

## Historie
Listem povolení Františka Josefa I. ze dne 15. června 1856 byla vydána koncese pro podnikatele Liebiega, Lannu a bratry Kleinovy na výstavbu a provoz železnice z Pardubic do Liberce a rovněž odbočnou trať z Josefova do Malých Svatoňovic. Trať stavěla a zprovozňovala po etapách společnost Jihoseveroněmecká spojovací dráha (SNDVB). Byly to úsek Pardubice–Josefov v roce 1857, úsek Josefov–Turnov v roce 1858 a úsek Turnov–Liberec v roce 1859.
Původně trať na svých prvních několika kilometrech vedla jinou trasou než dnes, i most přes Labe u Pardubic stál na jiném místě. V roce 1871 byly položeny přeložky trati v Rosicích nad Labem v souvislosti se stavbou navazující trati společnosti Rakouské severozápadní dráhy od Havlíčkova Brodu. Od té doby vede trať v této části v současné trase. V roce 1909 byla SNDVB zestátněna a trať přešla do vlastnictví Císařsko-královských státních drah (kk StB), po vzniku Československé republiky pak k nástupnickým ČSD. Po zabrání Sudet německou Třetí říší byla trať na několika místech přerušena státní hranicí. Tento stav trval až do konce 2. světové války. V roce 1965 byla část z Pardubic do Hradce Králové elektrizována. V roce 1993 byl elektrizován úsek z Hradce Králové do Jaroměře.
V letech 2009 a 2010 byla provedena ve dvou etapách racionalizace trati v úseku Jaroměř – Železný Brod.
Druhá etapa této racionalizace zvítězila v soutěži Česká dopravní stavba a technologie 2010 v kategorii Dopravní technologie.

### Rekonstrukce úseků trati
V roce 2012 byl rekonstruován železniční uzel Stará Paka. V rámci této modernizace zde bylo zřízeno regionální dispečerské pracoviště ovládající úsek Jaroměř (mimo) – Malá Skála (mimo).[zdroj?]
Od února 2014 do prosince 2015 probíhalo zdvoukolejnění a modernizace úseku Stéblová – Opatovice nad Labem. Od prosince 2014 byla stanice Opatovice nad Labem přejmenována na Opatovice nad Labem-Pohřebačka; dosavadní název se tím uvolnil pro novou zastávku blíže obci. Po jejím vzniku od prosince 2015 přestaly vlaky osobní přepravy ve stanici Opatovice nad Labem-Pohřebačka zastavovat. Především na požadavek obyvatel Březhradu bylo změnou od 4. dubna 2016 obnoveno zastavování zhruba každého druhého vlaku. Tento modernizovaný úsek je ovládán ze stanice Opatovice nad Labem-Pohřebačka, což znamenalo ukončení služby výpravčího a signalistů ve Stéblové a hláskaře v Čeperce.[zdroj?]
Na jaře roku 2016 proběhla revitalizace trati Hradec Králové – Trutnov. Především se jednalo o rekonstrukce částí tratě (mosty, železniční stanice, přejezdy, kolejové křížení, kolejové oblouky apod.), kde musejí vlakové soupravy původně při průjezdu výrazně snížit rychlost. Díky tomu bylo možné dosáhnout zkrácení cestovní doby Hradec Králové – Svoboda nad Úpou z původních 120 minut na systémových 90 minut. Nejvyšší traťová rychlost po revitalizaci je 120 km/h. Vlakové soupravy ji mohou využívat na úseku mezi Předměřicemi nad Labem a Smiřicemi.
V roce 2021 začala rekonstrukce v úseku Pardubice-Rosice nad Labem – Stéblová, v rámci které byl úsek zdvojkolejněn v  celém úseku s cílem dosažení traťové rychlosti 160 km/h a zvýšení kapacity dráhy. Ve stanici Pardubice-Rosice nad Labem bylo vybudováno jedno vnější jazykové nástupiště a jedno ostrovní nástupiště přístupné podchodem. Rekonstrukcí prošla zastávka Pardubice-Semtín a došlo k výstavbě nové zastávky Stéblová obec, která zkrátila docházkovou vzdálenost na vlak. V rámci stavby byl rekonstruován a zdvojkolejněn most přes Labe. V listopadu 2022 začal dvojkolejný provoz a od dubna 2025 je v provozu ETCS, poté má být využita maximální rychlost 160 km/h.
O dalších záměrech modernizace a zvýšení kapacity trati pojednává článek Východočeský diametr.
V letech 2029-2032 má proběhnout modernizace úseku mezi Hradcem Králové a Jaroměří. Ačkoliv je tento úsek součástí Rychlého spojení 5, maximální traťová rychlost nebude vyšší než 160 km/h. Součástí stavby je zdvojkolejnění, narovnání trati v některých místech a vybavení zabezpečovačem ETCS.

### Železniční nehody
14. listopadu 1960 se osobní vlak č. 608 z Hradce Králové do Pardubic srazil s osobním vlakem č. 653. Neštěstí si vyžádalo 118 mrtvých a 110 těžce zraněných.
4. dubna 2003 krátce před šestou hodinou ranní se v Březhradě (na přejezdu v obvodu železniční stanice Opatovice nad Labem) srazil osobní vlak s linkovým autobusem městské hromadné dopravy. Signalizační zařízení přejezdu podle výroku soudu fungovalo, i když někteří svědci tvrdili opak. Řidič autobusu linky 12 patrně přehlédl, že se k přejezdu blíží vlak rychlostí 85 kilometrů v hodině. Při nehodě přišli o život tři cestující a řidič autobusu, čtyři osoby utrpěly vážnou újmu na zdraví. Z cestujících ve vlaku byl lehce zraněn strojvedoucí a jeden cestující.

### Co vypovídají staré jízdní řády o trati 030
V roce 1900 byly podle tehdejšího jízdního řádu v provozu tyto stanice:
Josefov-Jaroměř, Kuks, Žírec, Králové Dvůr, Bílá-Třemešná, Mostek, Borovnice, Horka, Stará Paka, Libštát, Semily, Železný Brod, Malá Skála, Turnov, Sychrov, Hodkovice, Rychnov v Č., Radlo, Dlouhý Most, Helnersdorf, Liberec
| rok                                                               | provozovaná trať                     | počet vlaků v úseku |
| ----------------------------------------------------------------- | ------------------------------------ | --- |
| 1900                                                              | 64 Josefov–Liberec–Seidenberg        | 5 Os Josefov–Železný Brod, 7 Os Železný Brod–Liberec                                                                                                  |
| 1921 léto                                                         | 158 Josefov-Jaroměř–Turnov           | 6 Os Josefov–Stará Paka, 7 Os Stará Paka–Turnov |
| 1921 léto                                                         | 142 Praha–Liberec–Seidenberg         | 2 R + 8 Os Turnov–Liberec |
| 1928/1929 zima                                                    | 149 Pardubice–Rosice n. Lab.–Liberec | 2 R + 10 Os Josefov-Jaroměř–Dvůr Králové n. Lab., 2 R + 7 Os Dvůr Králové n. Lab.–Turnov, 2 R + 9 Os Turnov–Liberec                                   |
| 1937/1938 zima                                                    | 130 Německý Brod–Pardubice–Liberec   | 2 R + 11 Os Josefov-Jaroměř–Dvůr Králové n. Lab., 2 R + 5 Os Dvůr Králové n. Lab.–Stará Paka, 3 R + 9 Os Stará Paka–Turnov, 4 R + 9 Os Turnov–Liberec |
| 1944/1945                                                         | 503 Pardubice–Turnov                 | 8 Os Josefov–Dvůr Králové n. Lab., 4 Os Dvůr Králové n. Lab.–Stará Paka, 7 Os Stará Paka–Turnov                                                       |
| 1944/1945                                                         | 160m Liberec–Turnov                  | 2 R + 10 Os |
| 1945/1946                                                         | 3 Pardubice–Liberec                  | 2 R + 9 Os Josefov-Jaroměř–Dvůr Králové n. Lab. 2 R + 5 Os Dvůr Králové n. Lab.–Stará Paka 3 R + 9 Os Stará Paka–Turnov 4 R + 7 Os Turnov–Liberec     |
| 1959/1960                                                         | 3 Pardubice–Turnov                   | 2 R + 12 Os Jaroměř–Dvůr Králové n. Lab. 2 R + 9 Os Dvůr Králové n. Lab.–Stará Paka 3 R + 11 Os Stará Paka–Turnov                                     |
| 1959/1960                                                         | 6 (Praha)–Všetaty–Turnov–Liberec     | 4 R + 8 Os Turnov–Liberec |
| 1988/1989                                                         | 030 Pardubice–Turnov                 | 4 R + 10 Os Jaroměř–Turnov |
| 1988/1989                                                         | 070 (Praha)–Všetaty–Turnov–Liberec   | 7 R + 9 Os Turnov–Liberec |
| 2002/2003                                                         | 030 Jaroměř–Liberec                  | 3 R + 8 Os Jaroměř–Stará Paka 3 R + 10 Os Stará Paka–Železný Brod 4 R + 13 Os Železný Brod–Turnov 5 R + 11 Os Turnov–Liberec                          |
| 2012/2013                                                         | 030 Jaroměř–Liberec                  | 9 R + 5 Os Jaroměř–Stará Paka 9 R + 10 Os Stará Paka–Železný Brod 10 R + 10 Os Železný Brod–Turnov 9 R + 10 Os Turnov–Liberec                         |
| Vysvětlivky R – rychlík nebo expres, Os – osobní nebo spěšný vlak |                                      | |

### Co vypovídají staré jízdní řády o trati 031
V roce 1900 byly podle tehdejšího jízdního řádu v provozu tyto stanice:
Pardubice, Rosice, Stéblová, Opatovice, Králové Hradec, Předměřice, Smiřice, Černožice, Josefov-Jaroměř
| rok                                                                                     | provozovaná trať                     | počet vlaků v úseku                                                                                          |
| --------------------------------------------------------------------------------------- | ------------------------------------ | --- |
| 1900                                                                                    | 62 Německý Brod–Pardubice–Libava     | 5 Os Pardubice–Hradec Králové, 6 Os Hradec Králové–Jaroměř                                                   |
| 1921 léto                                                                               | 157 Německý Brod–Libava              | 7 Os Pardubice–Josefov-Jaroměř                                                                               |
| 1928/1929 zima                                                                          | 149 Pardubice–Rosice n. Lab.–Liberec | 2 R + 10 Os Pardubice–Josefov-Jaroměř                                                                        |
| 1937/1938 zima                                                                          | 130 Německý Brod–Pardubice–Liberec   | 4 R + 9 Os Pardubice–Hradec Králové, 2 R + 11 Os Hradec Králové–Josefov-Jaroměř                              |
| 1944/1945                                                                               | 503 Pardubice–Turnov                 | 11 Os Pardubice–Hradec Králové, 1 R + 9 Os Hradec Králové–Josefov-Jaroměř                                    |
| 1945/1946                                                                               | 3 Pardubice–Liberec                  | 2 R + 10 Os Pardubice–Hradec Králové 3 R + 12 Os Hradec Králové–Josefov-Jaroměř                              |
| 1959/1960                                                                               | 3 Pardubice–Turnov                   | 3 R + 16 Os Pardubice–Hradec Králové 2 R + 12 Os Hradec Králové–Jaroměř                                      |
| 1988/1989                                                                               | 030 Pardubice–Turnov                 | 6 R + 20 Os Pardubice–Hradec Králové 4 R + 16 Os Hradec Králové–Jaroměř                                      |
| 2002/2003                                                                               | 031 Pardubice–Hradec Králové–Jaroměř | 5 R + 27 Os Pardubice–Hradec Králové 7 R + 20 Os Hradec Králové–Jaroměř                                      |
| 2012/2013                                                                               | 031 Pardubice–Hradec Králové–Jaroměř | 9 R + 31 Os Pardubice–Hradec Králové 15 R + 23 Os Hradec Králové–Jaroměř                                     |
| 2016/2017                                                                               | 031 Pardubice–Hradec Králové–Jaroměř | 1 Rx + 18 R + 14 Sp + 42 Os Pardubice–Hradec Králové hl.n. 33 R + 27 Sp + 16 Os Hradec Králové hl.n.–Jaroměř |
| Vysvětlivky Rx – rychlík vyšší kvality, R – rychlík, Sp – spěšný vlak, Os – osobní vlak |                                      | |

## Provoz
V části mezi Pardubicemi a Jaroměří je trať silně vytížena osobní dopravou, zvláště pak úsek z Pardubic do Hradce Králové. Ve zbývající části je už osobní doprava slabší. Kromě regionálních vlaků po trati jezdí i rychlíky z Pardubic do Liberce a v části trati mezi Hradcem Králové a Jaroměří pak rychlíky z Prahy do Trutnova. Většina vlaků jezdí v pravidelných taktech.
Osobní vlaky na elektrizované části trati jsou vedeny motorovými jednotkami 814, motorovými vozy 810 nebo elektrickými jednotkami 440. V úseku z Jaroměře do Staré Paky jsou osobní vlaky obvykle motorové vozy 810. V úseku ze Staré Paky do Liberce provozuje osobní vlaky od 15. 12. 2019 společnost ARRIVA vlaky s jednotkami Siemens Desiro Classic nebo řady 845. Rychlíky byly sestaveny z motorových vozů řady 843 a přípojných vozů Btn753 a motorovými jednotkami 814. Od 13. 12. 2020 provozuje na této trati rychlíky linky R14 společnost ARRIVA vlaky se svými motorovými jednotkami řady 845 (převážně řada 845.3).

## Navazující tratě
Pardubice hlavní nádraží
- Železniční trať Praha – Česká Třebová

Pardubice-Rosice nad Labem
- Železniční trať Pardubice – Havlíčkův Brod

Hradec Králové hlavní nádraží
- Železniční trať Velký Osek – Choceň
- Železniční trať Hradec Králové – Turnov

Smiřice
- Železniční trať Hněvčeves–Smiřice

Jaroměř
- Železniční trať Jaroměř–Trutnov

Stará Paka
- Železniční trať Chlumec nad Cidlinou – Trutnov
- Železniční trať Mladá Boleslav – Stará Paka

Železný Brod
- Železniční trať Železný Brod – Tanvald

Turnov
- Železniční trať Hradec Králové – Turnov
- Železniční trať Praha–Turnov

Liberec
- Železniční trať Liberec–Tanvald–Harrachov
- Železniční trať Liberec–Zawidów
- Železniční trať Liberec – Česká Lípa
- Železniční trať Liberec–Zittau

## Stanice a zastávky

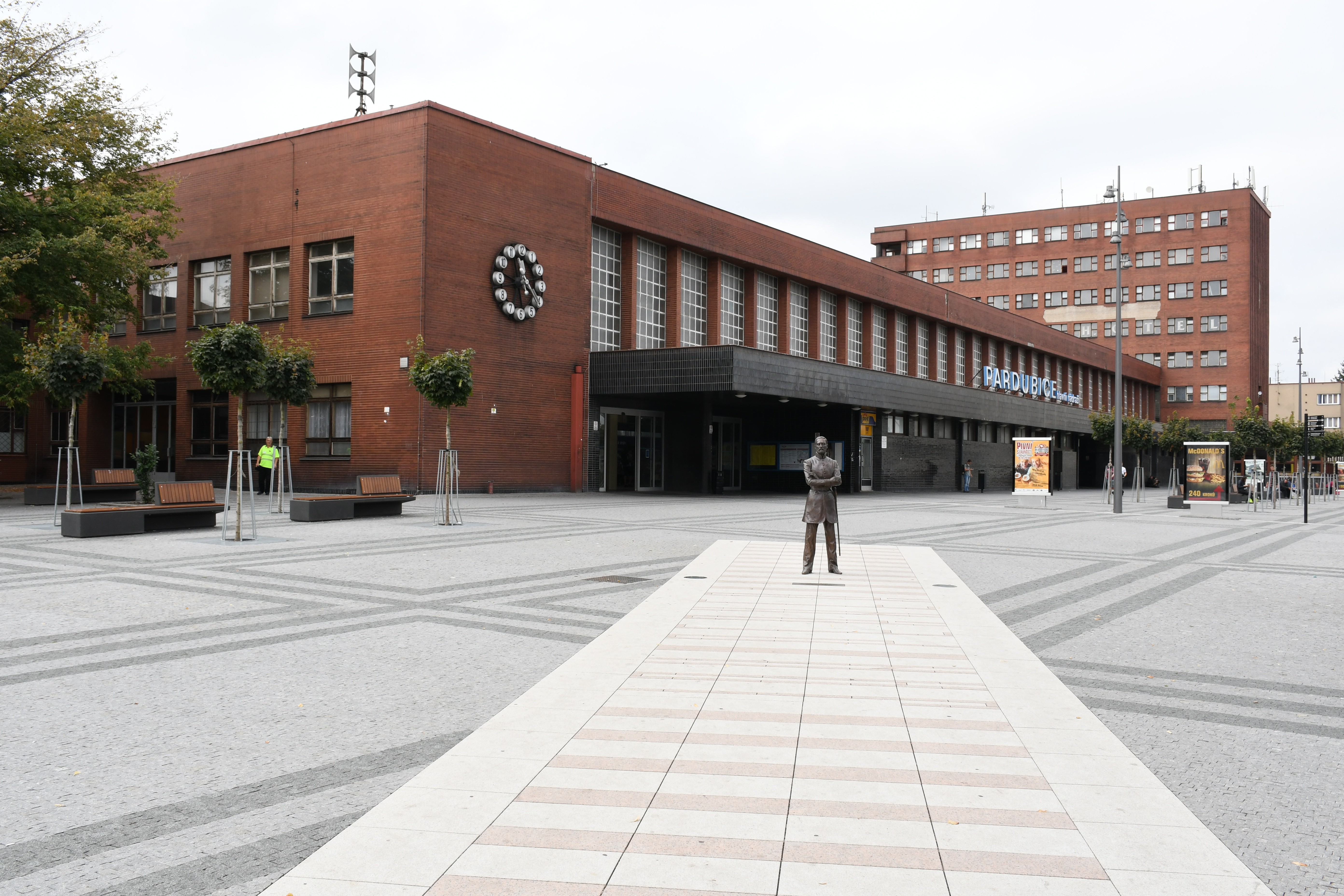
stanice Pardubice hlavní nádraží
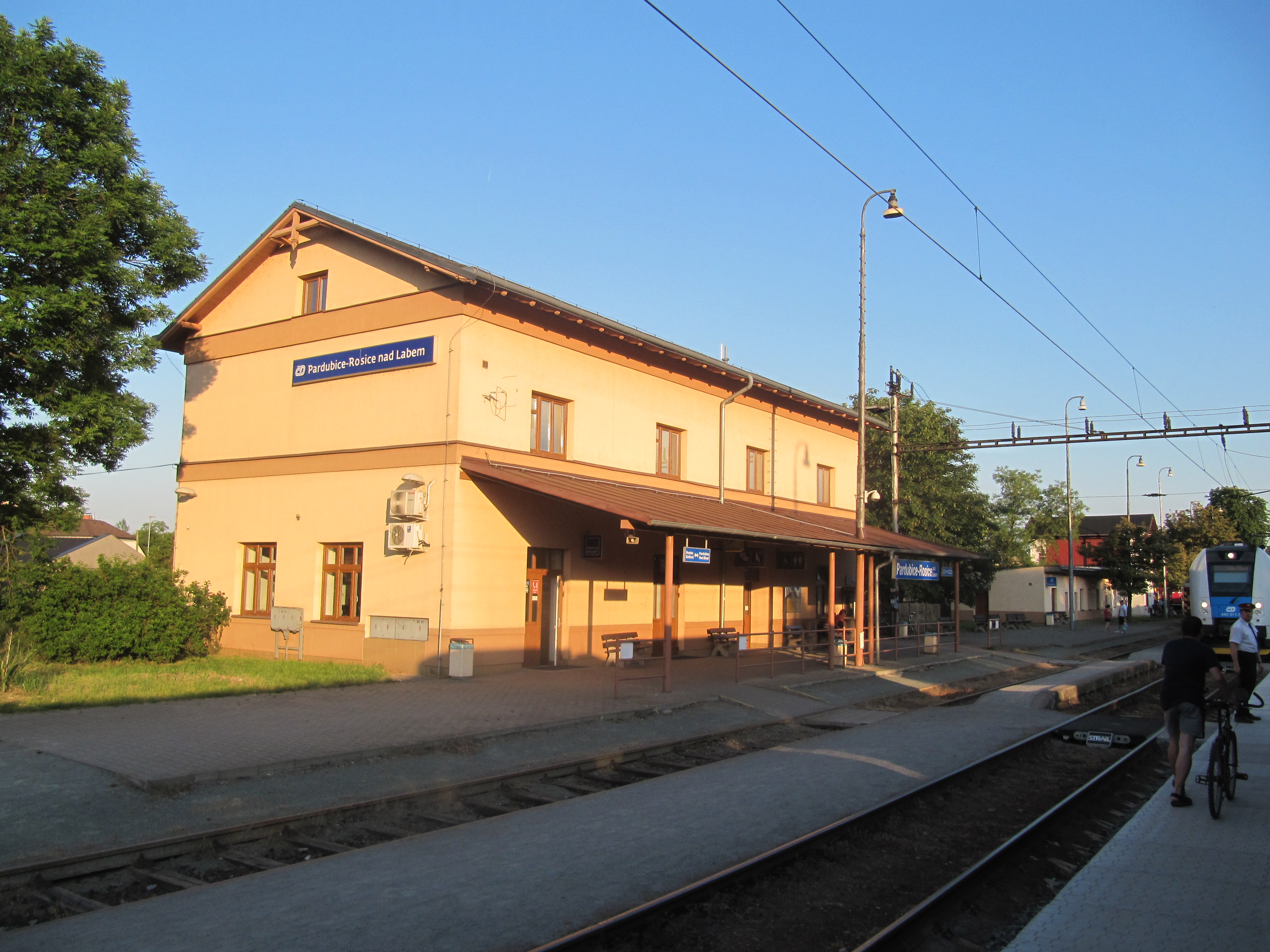
stanice Pardubice-Rosice nad Labem
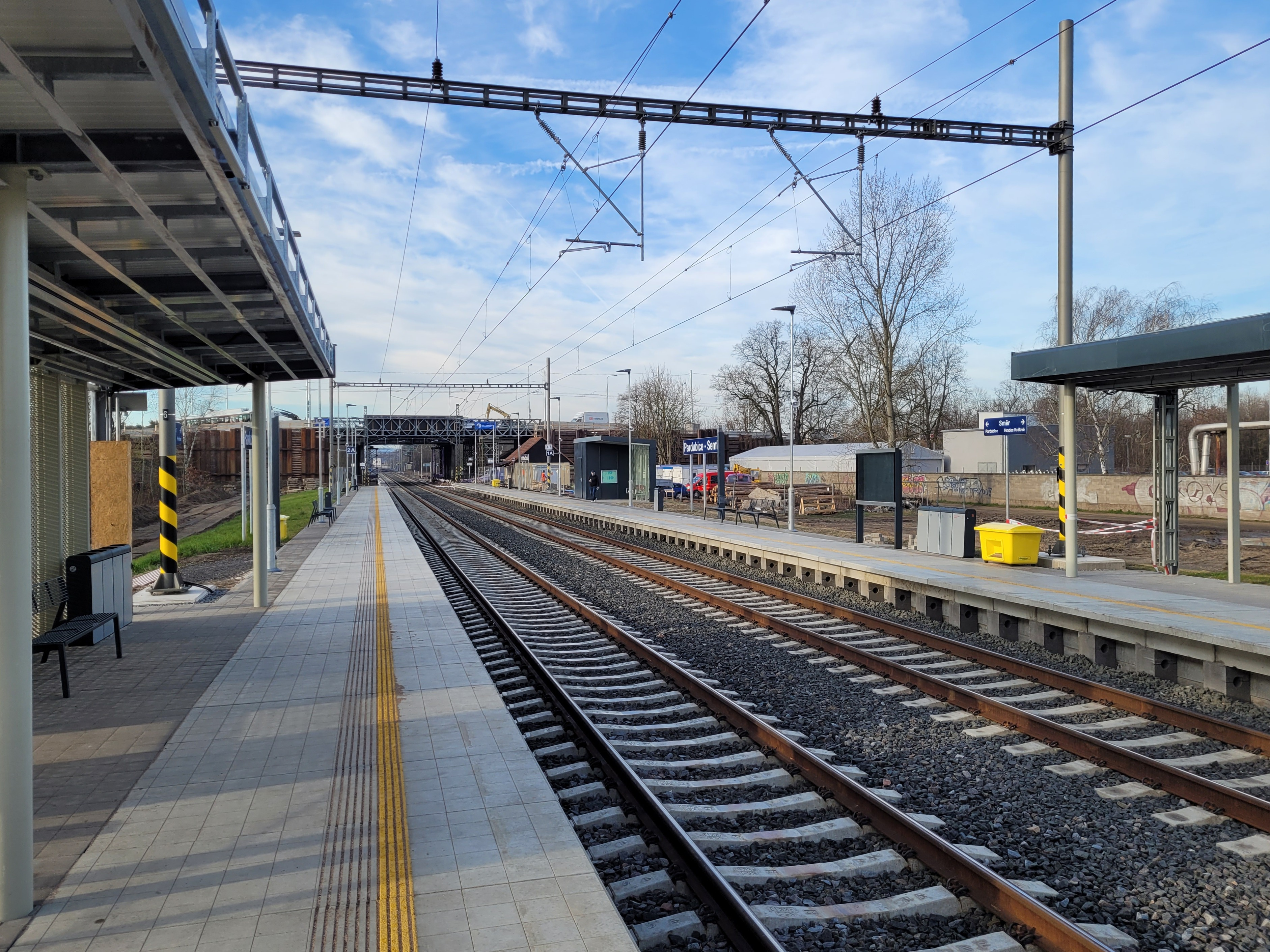
zastávka Pardubice-Semtín
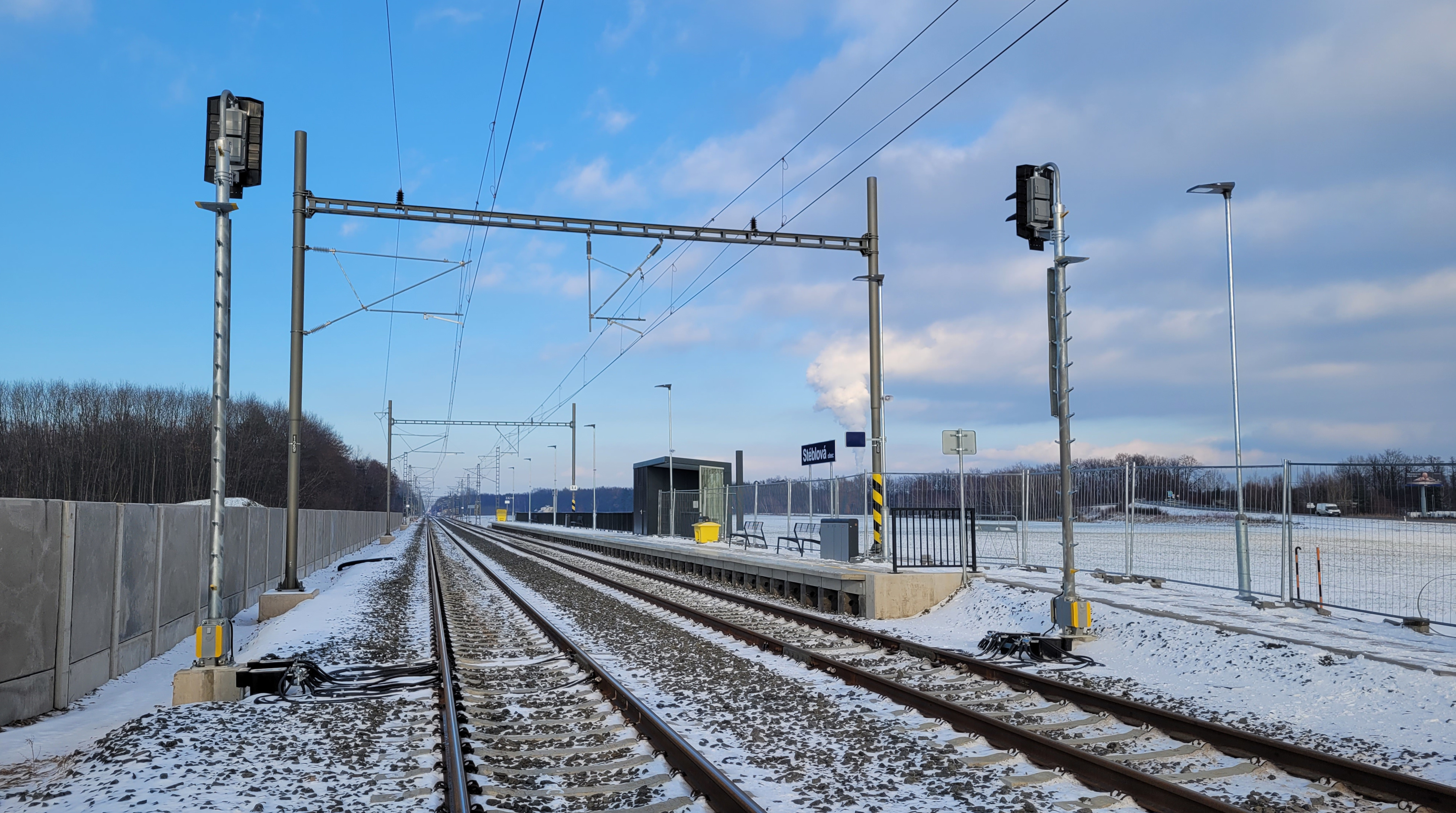
zastávka Stéblová obec
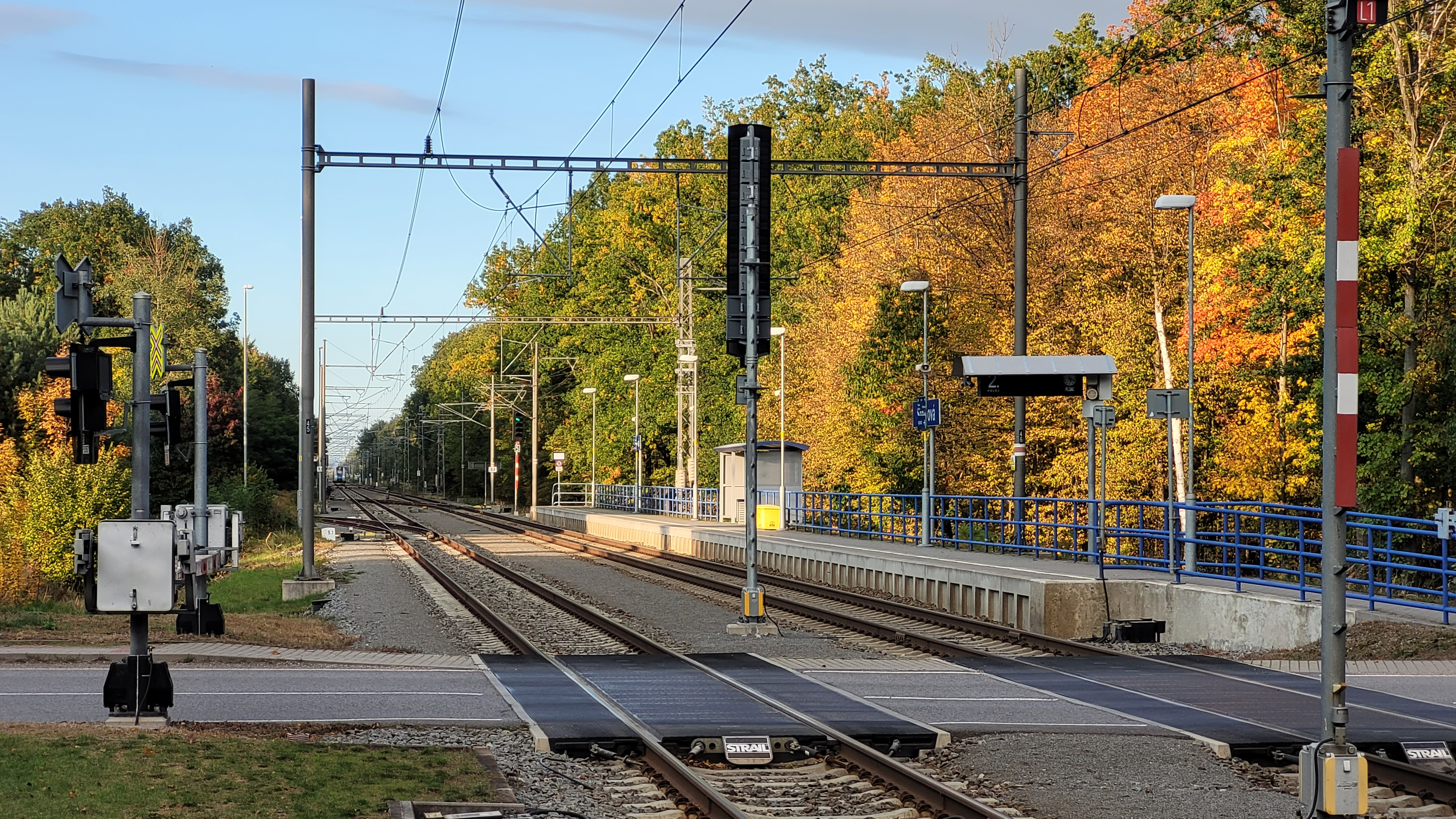
stanice Stéblová
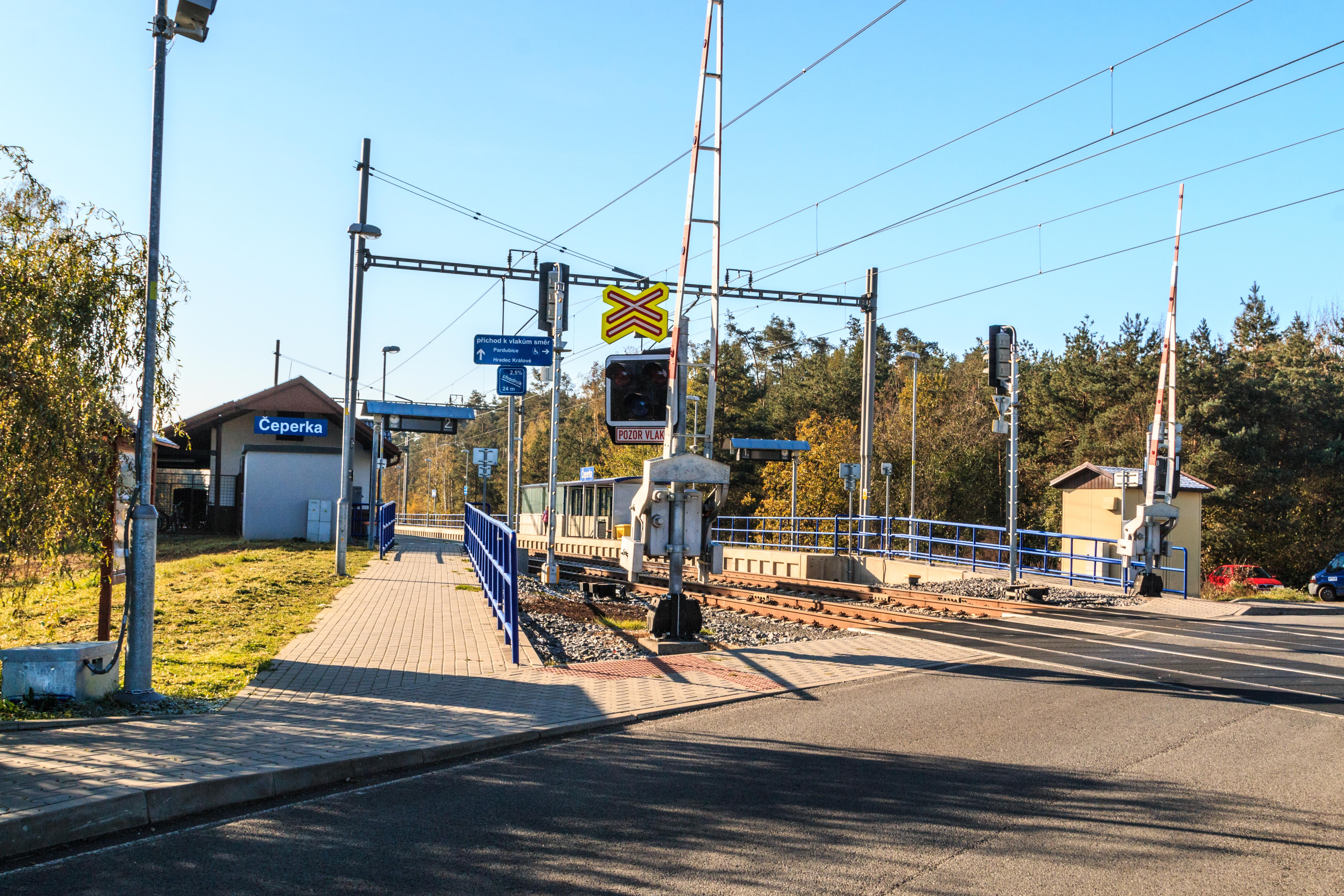
zastávka Čeperka
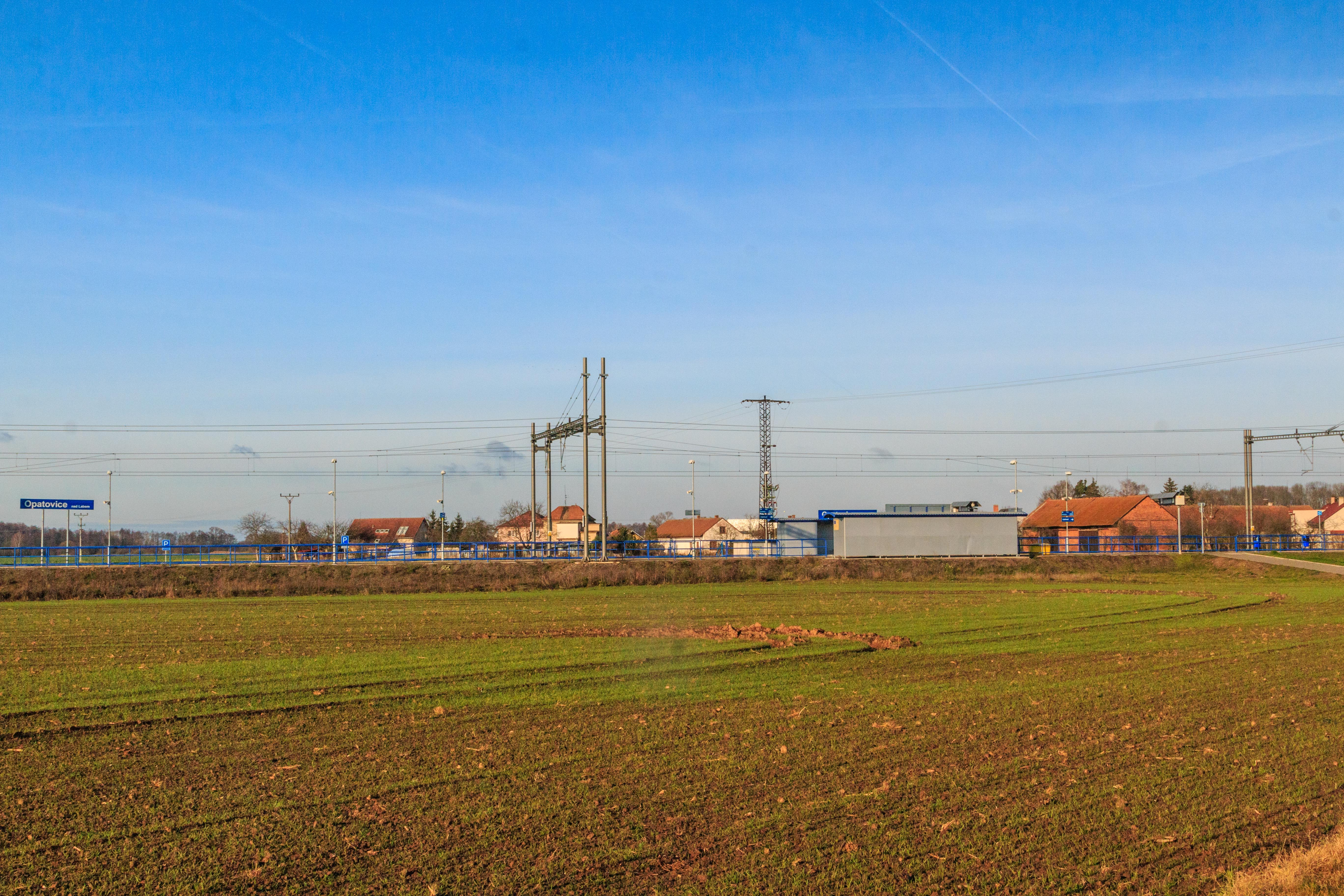
zastávka Opatovice nad Labem
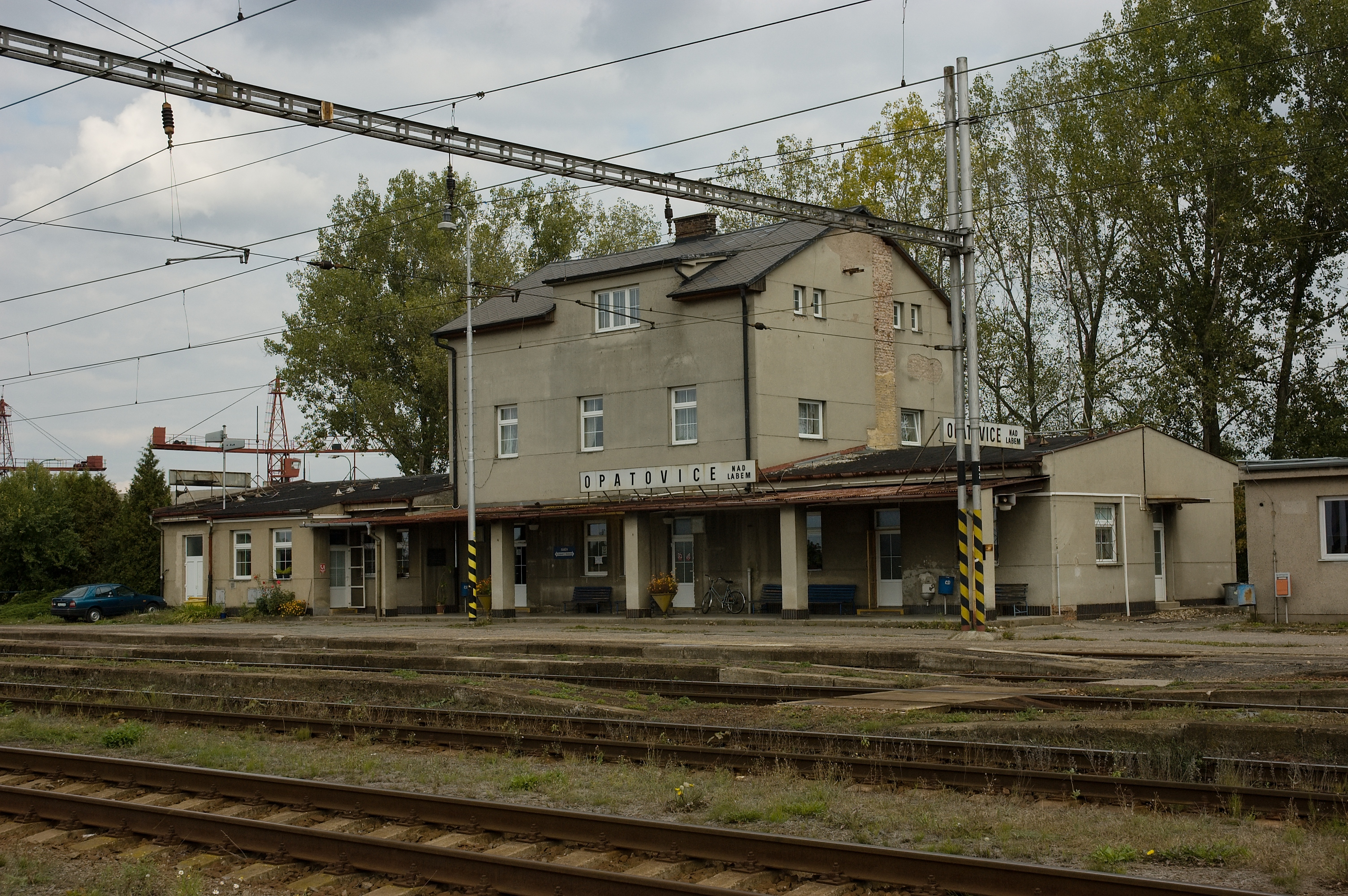
stanice Opatovice nad Labem-Pohřebačka
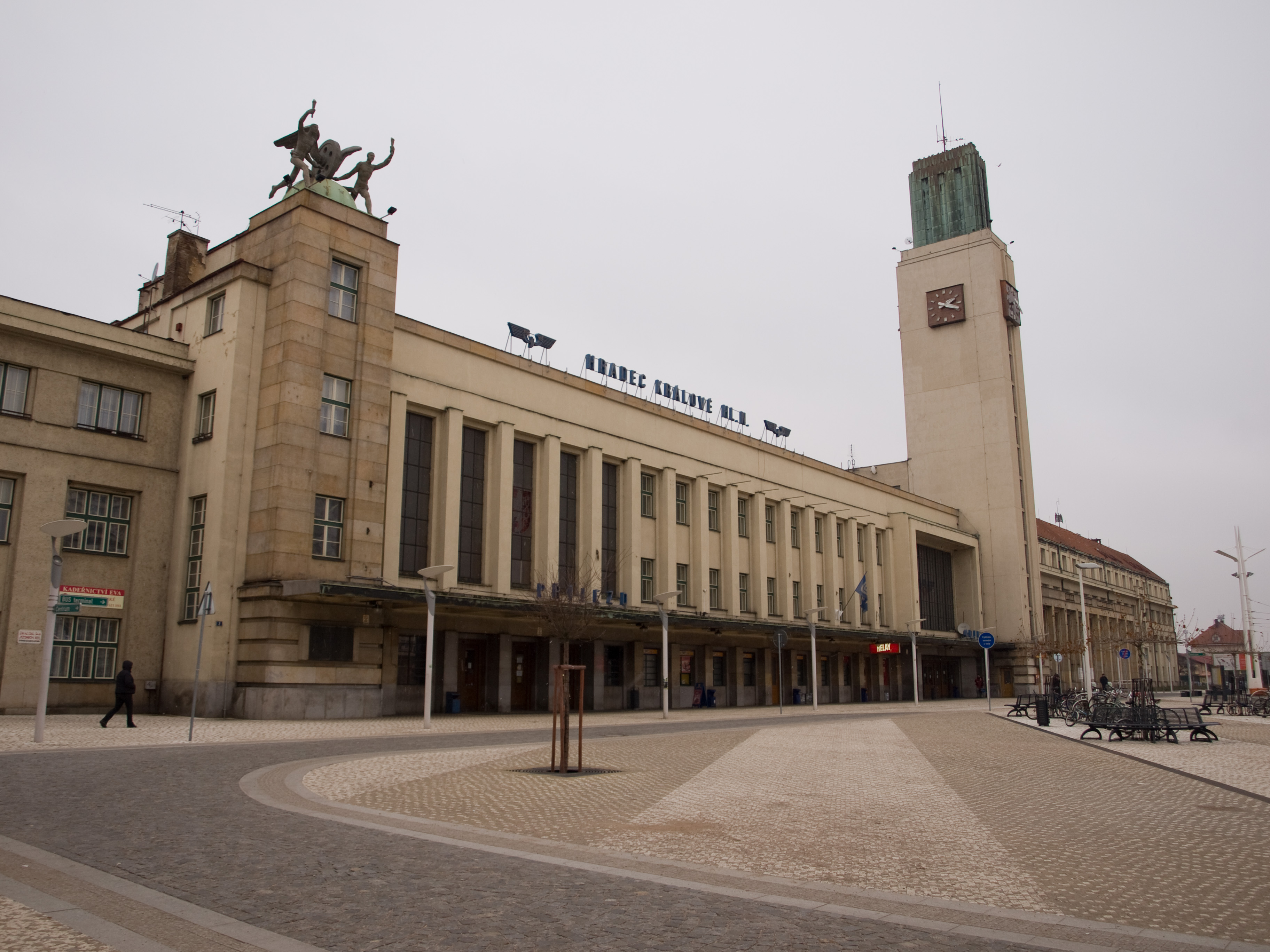
stanice Hradec Králové hlavní nádraží
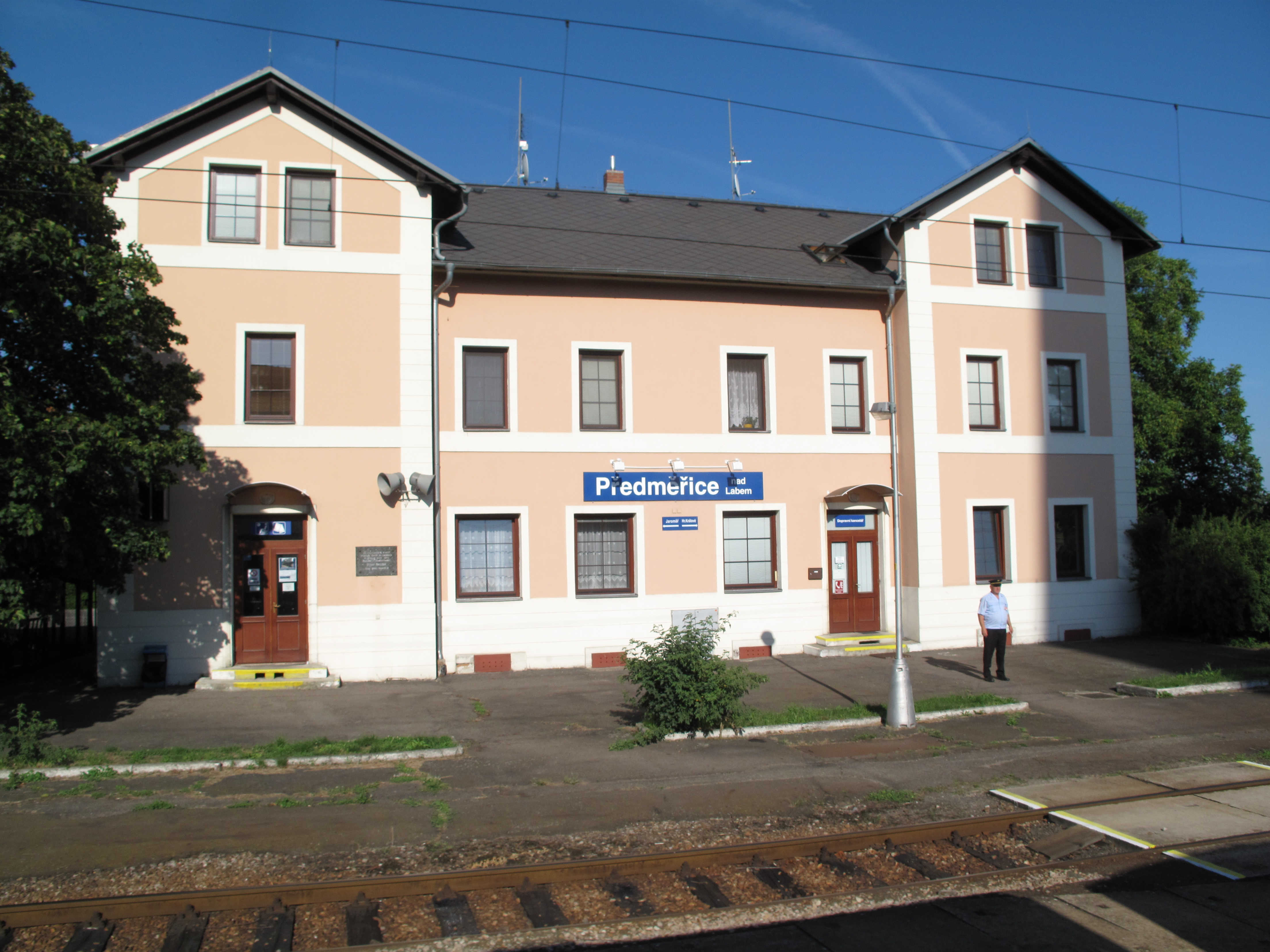
stanice Předměřice nad Labem
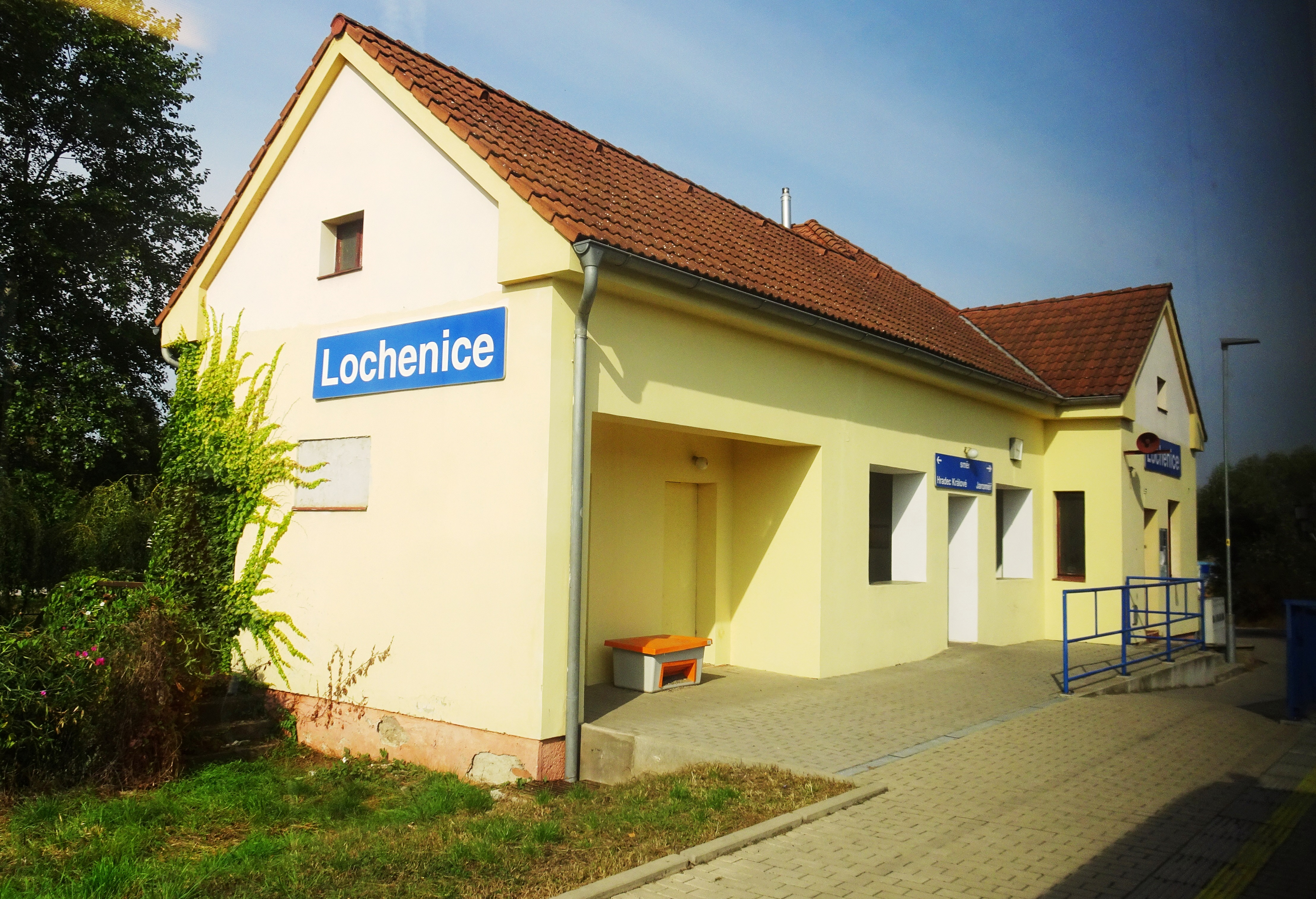
zastávka Lochenice
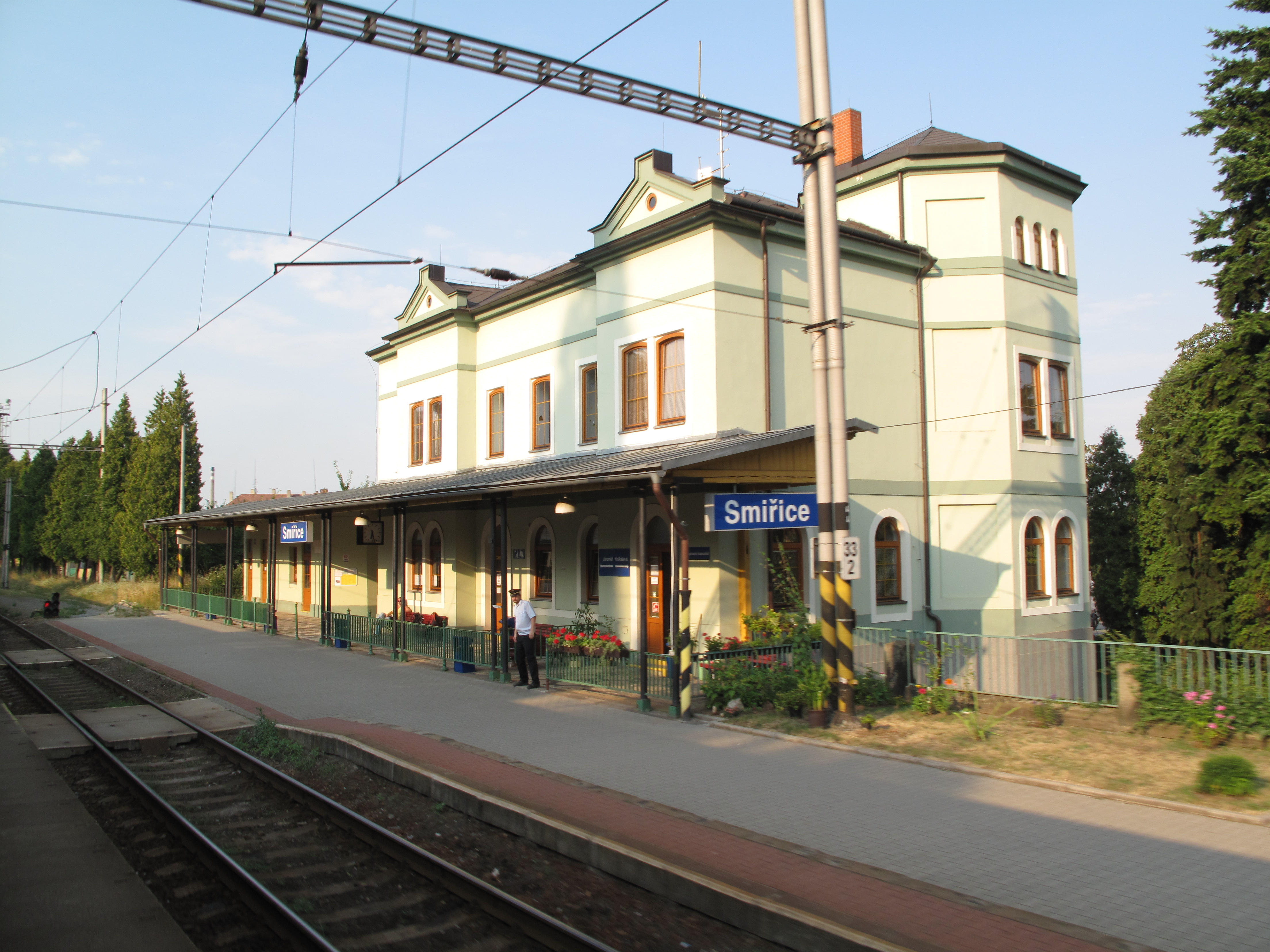
stanice Smiřice
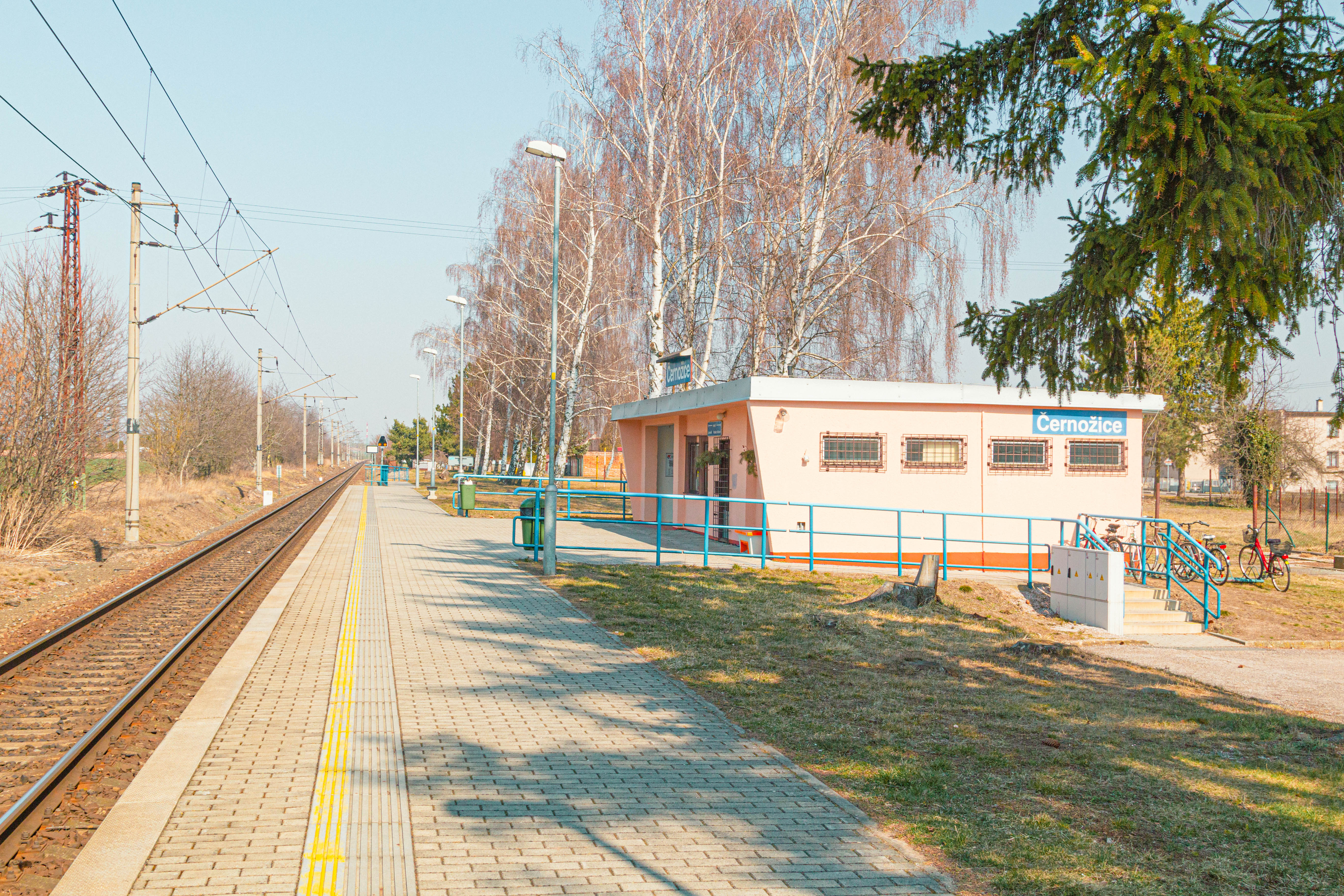
zastávka Černožice
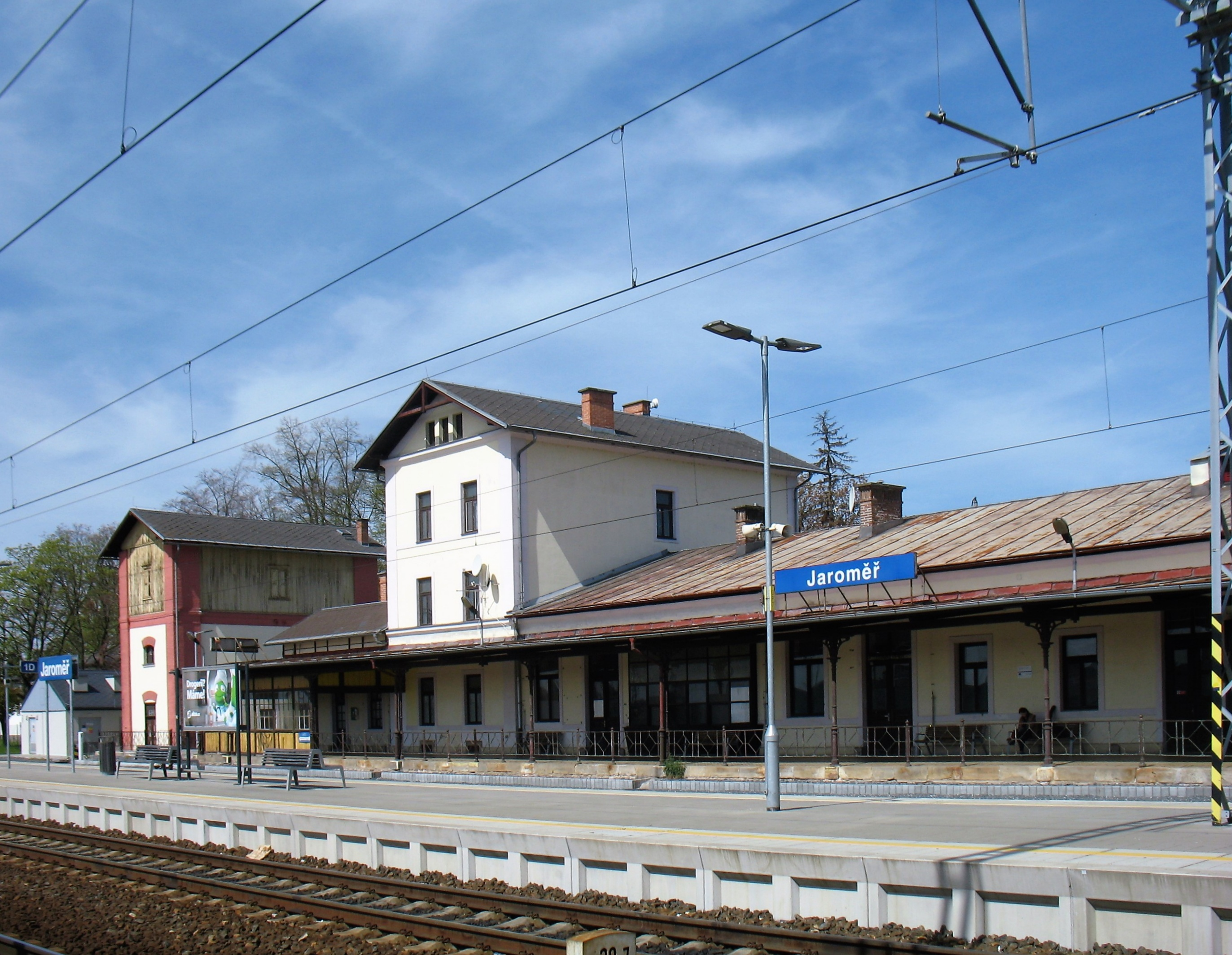
stanice Jaroměř
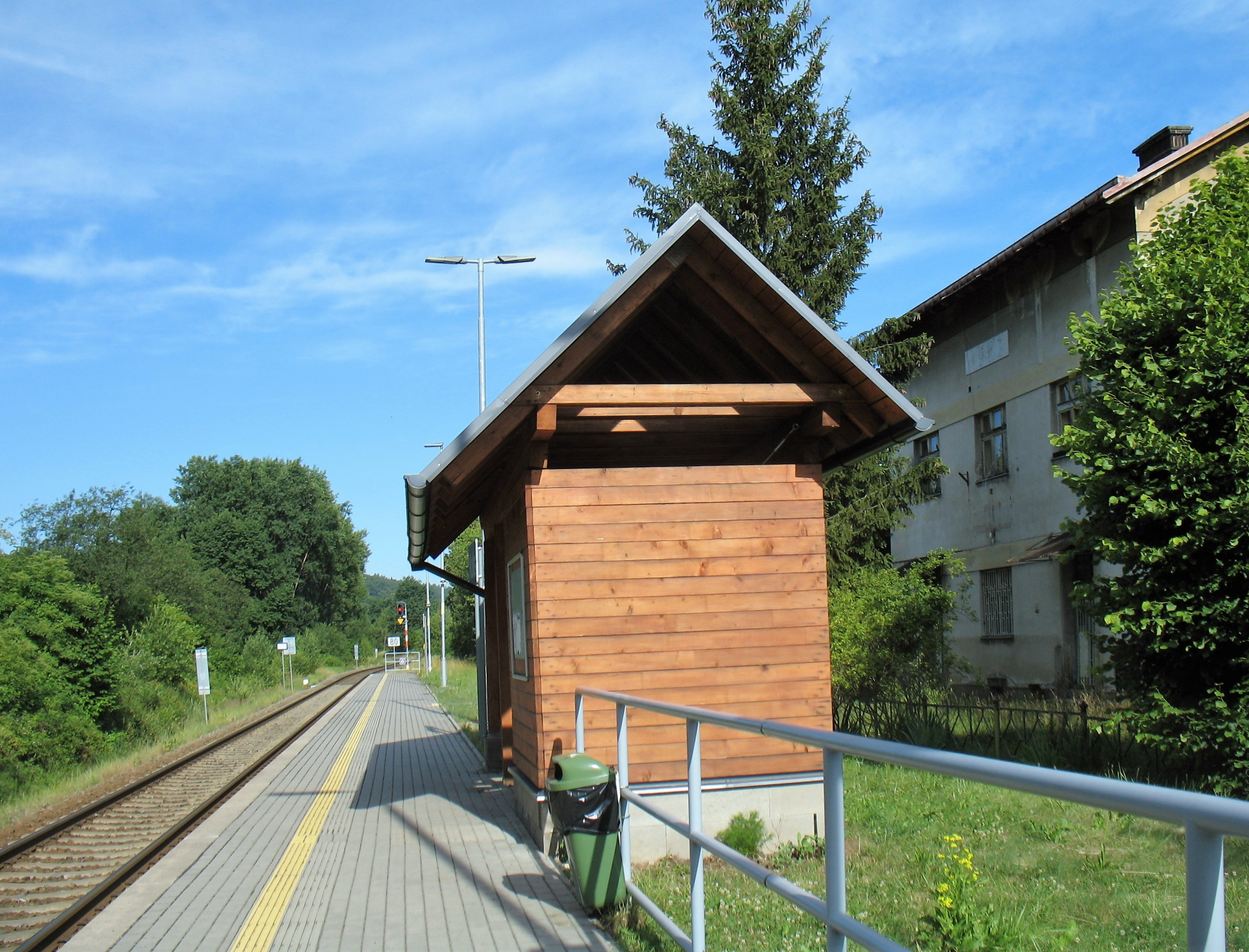
zastávka Kuks
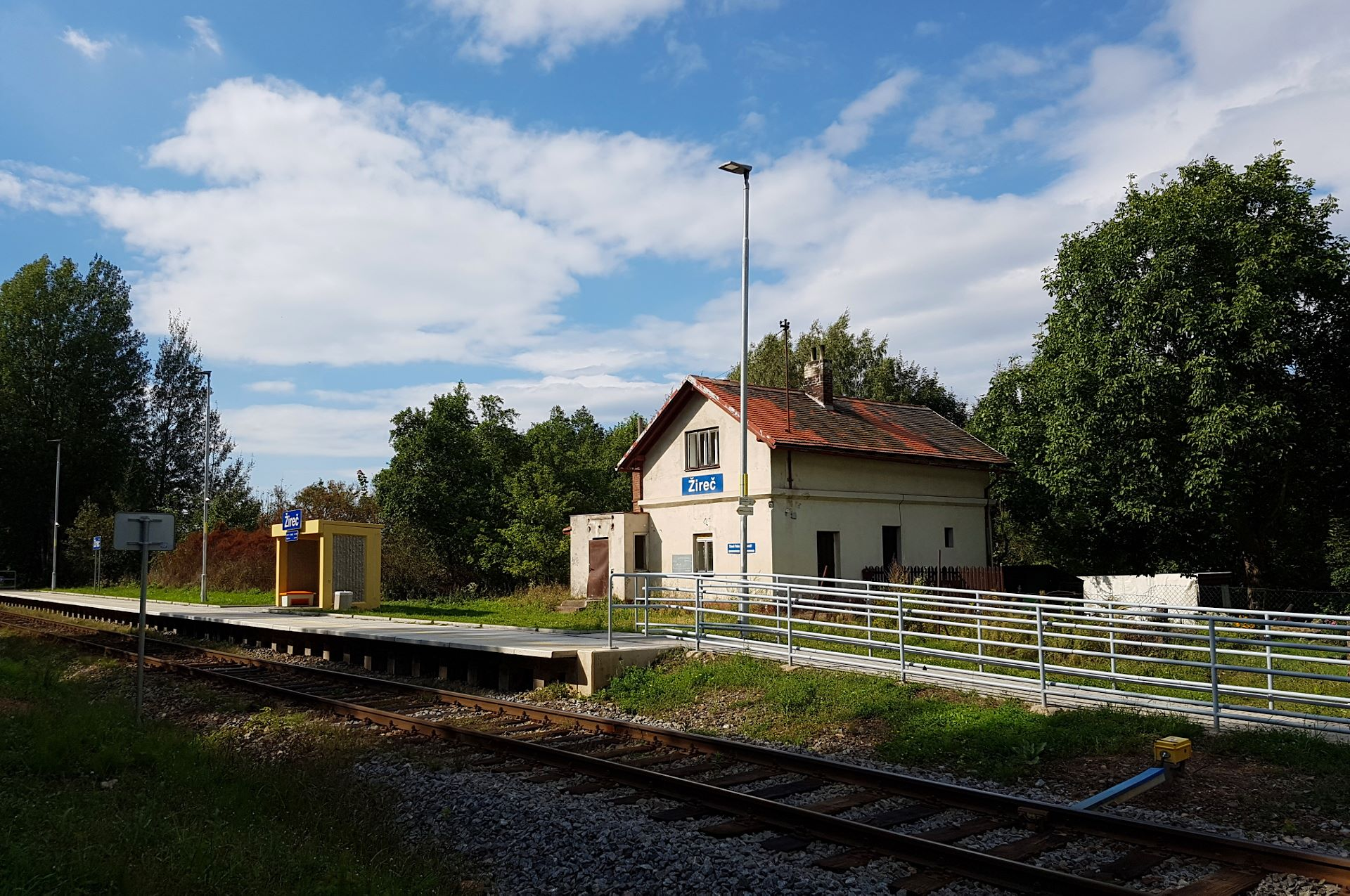
zastávka Žireč
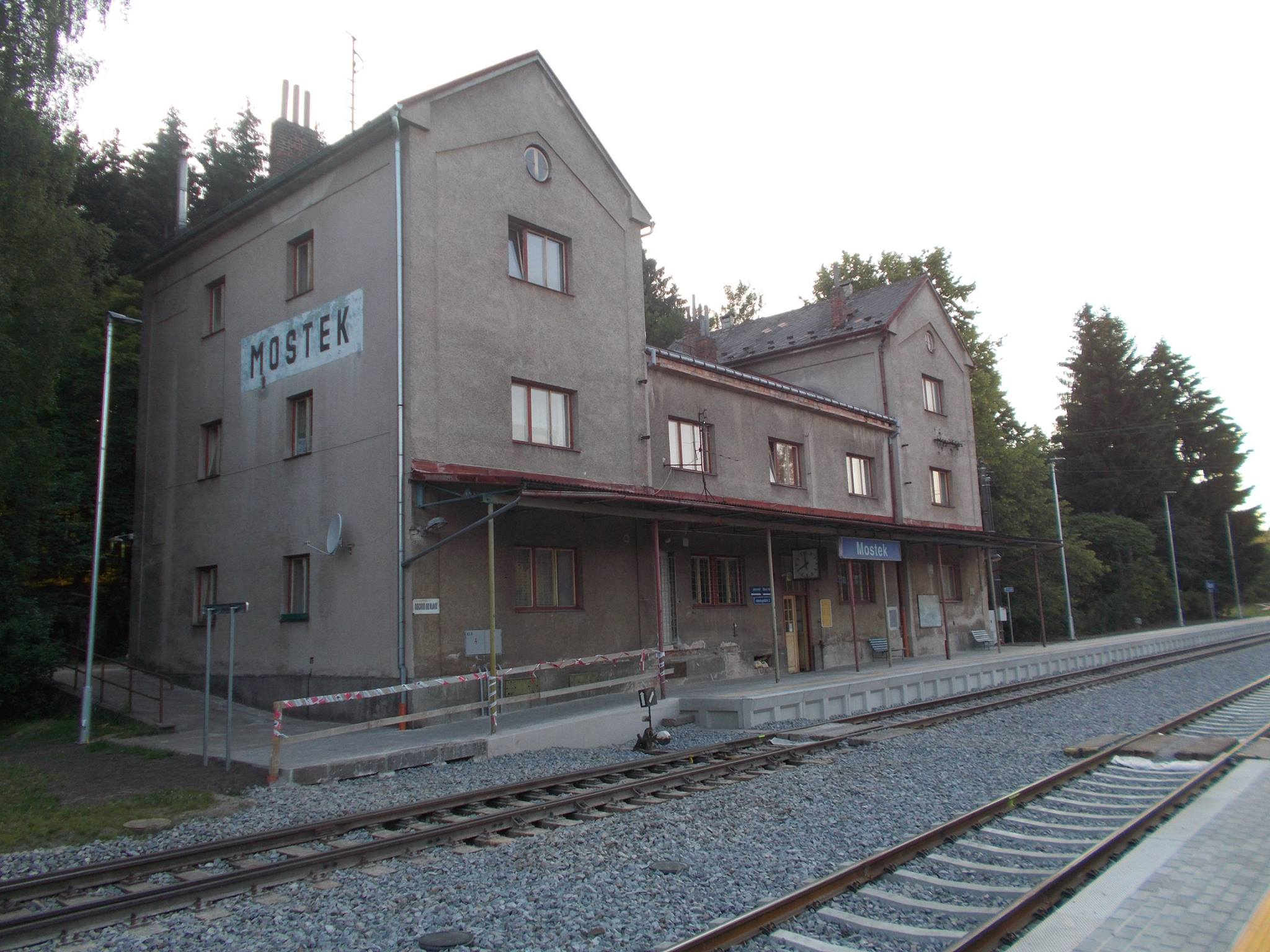
stanice Mostek
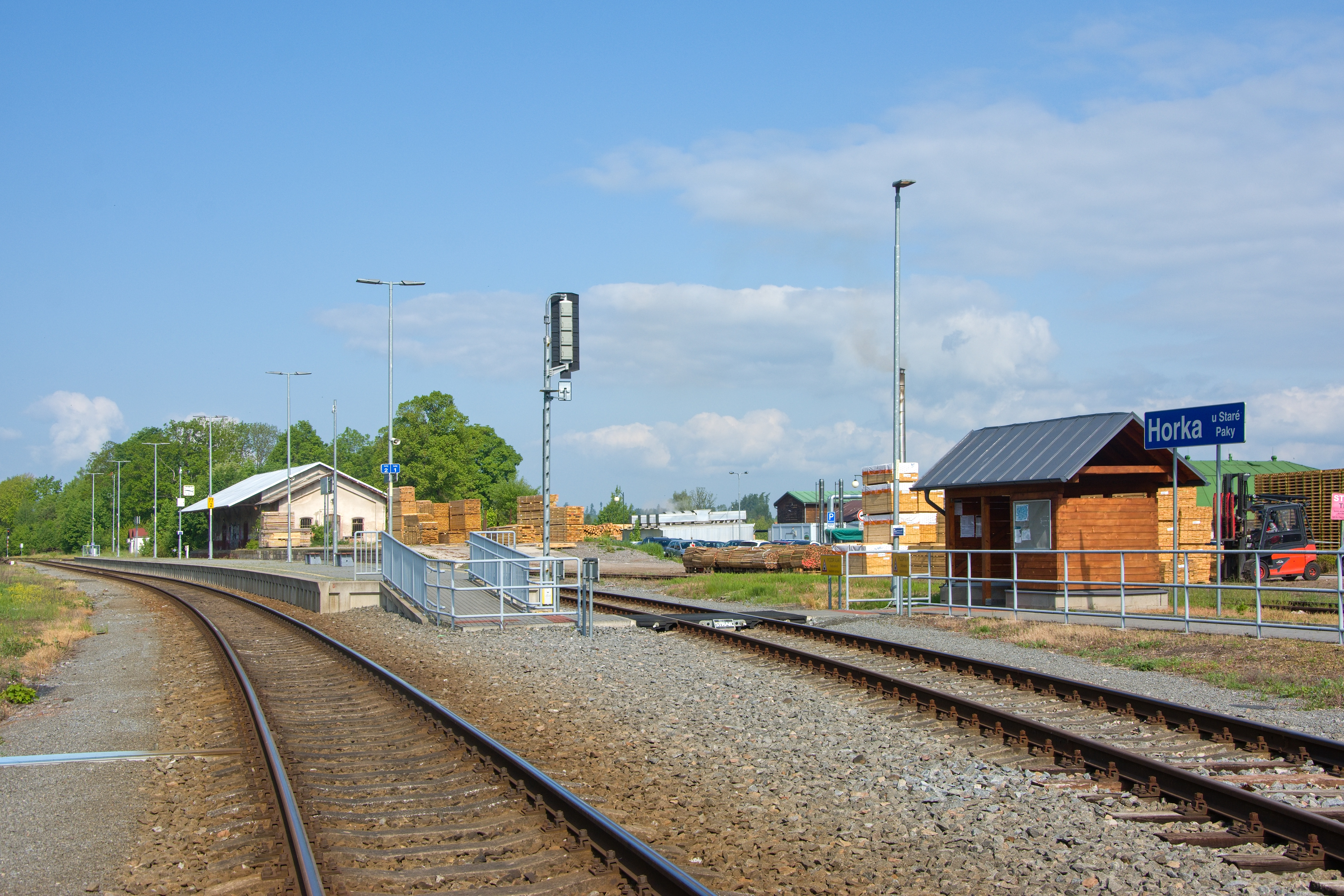
stanice Horka u Staré Paky
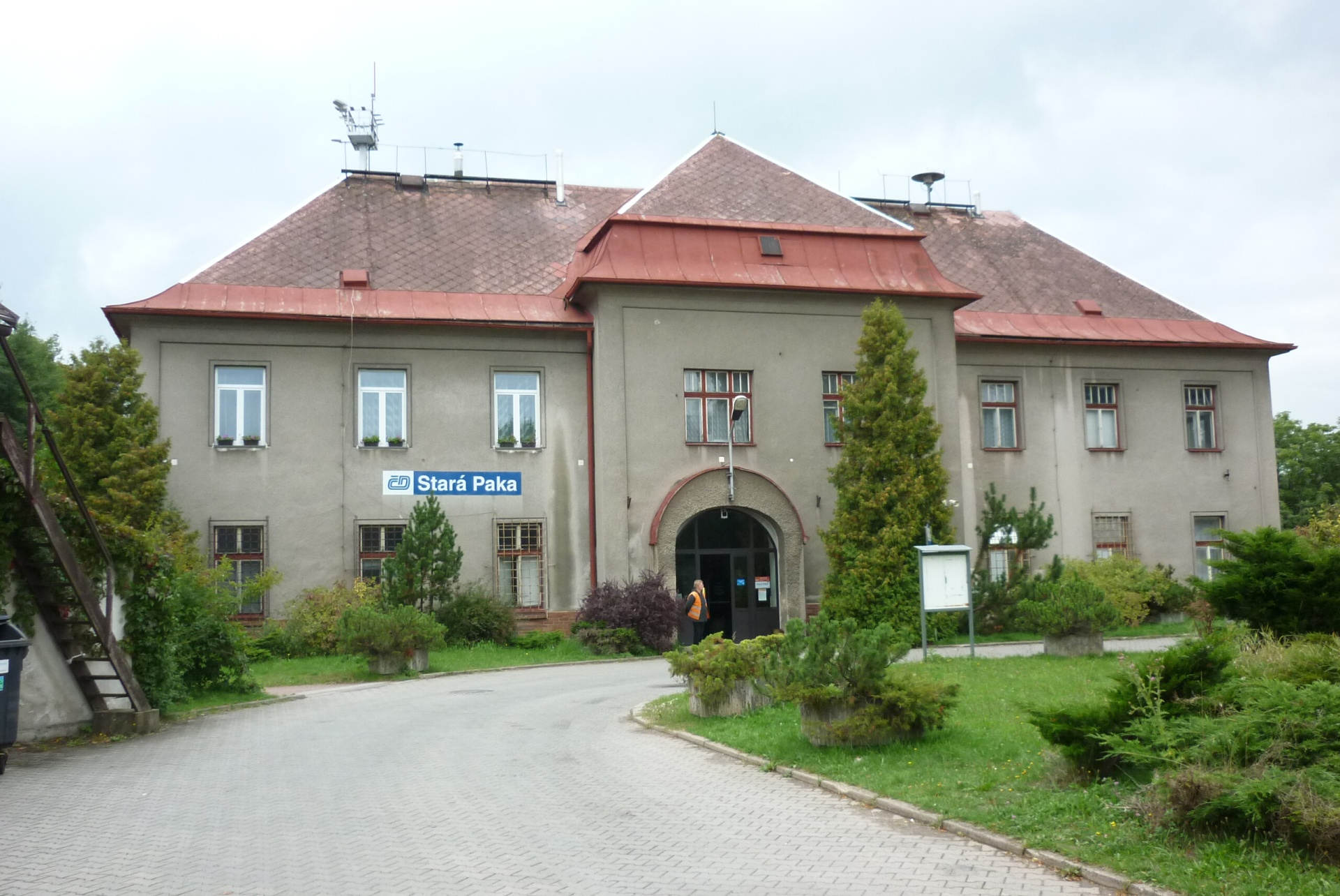
stanice Stará Paka
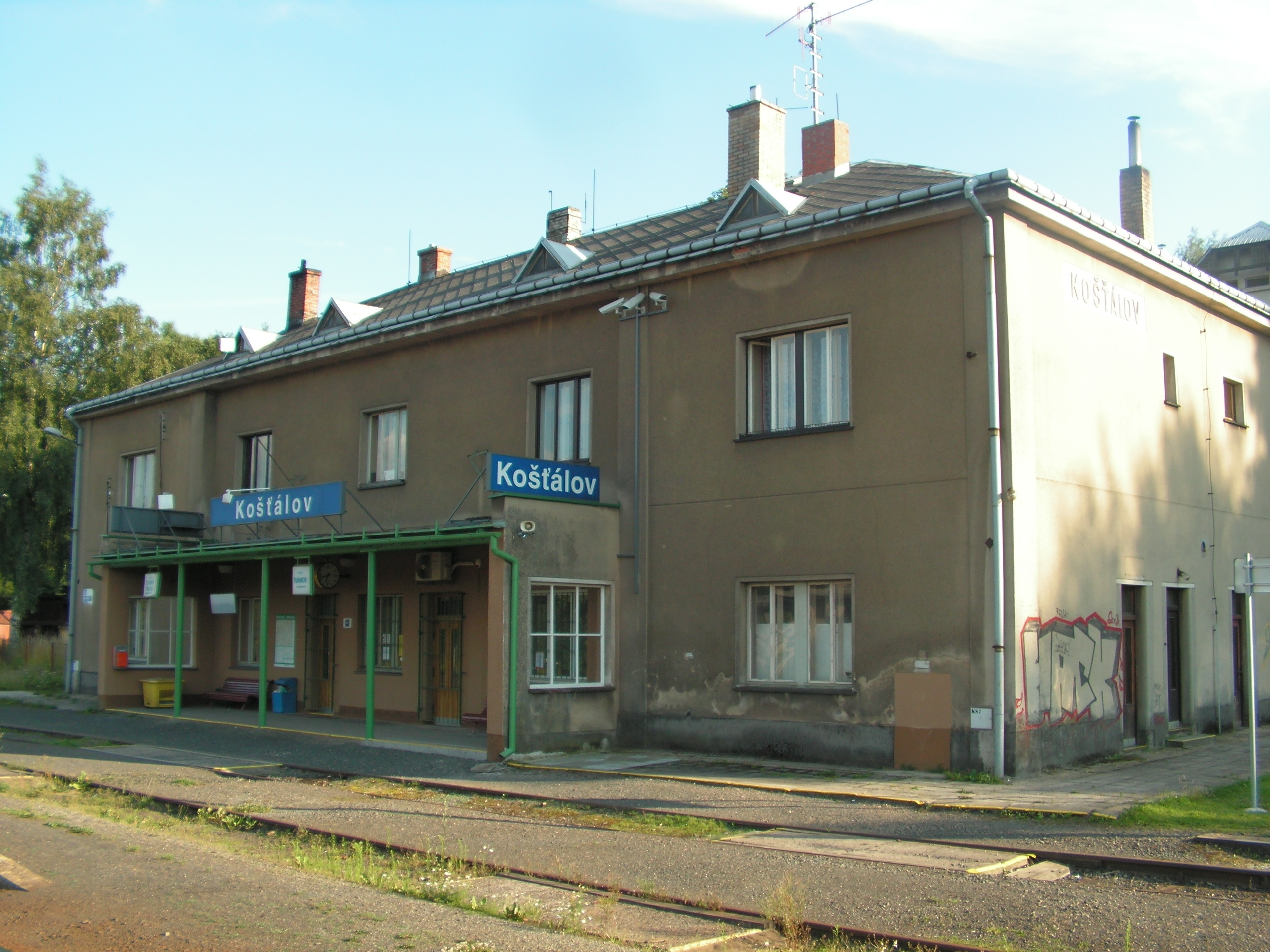
stanice Košťálov
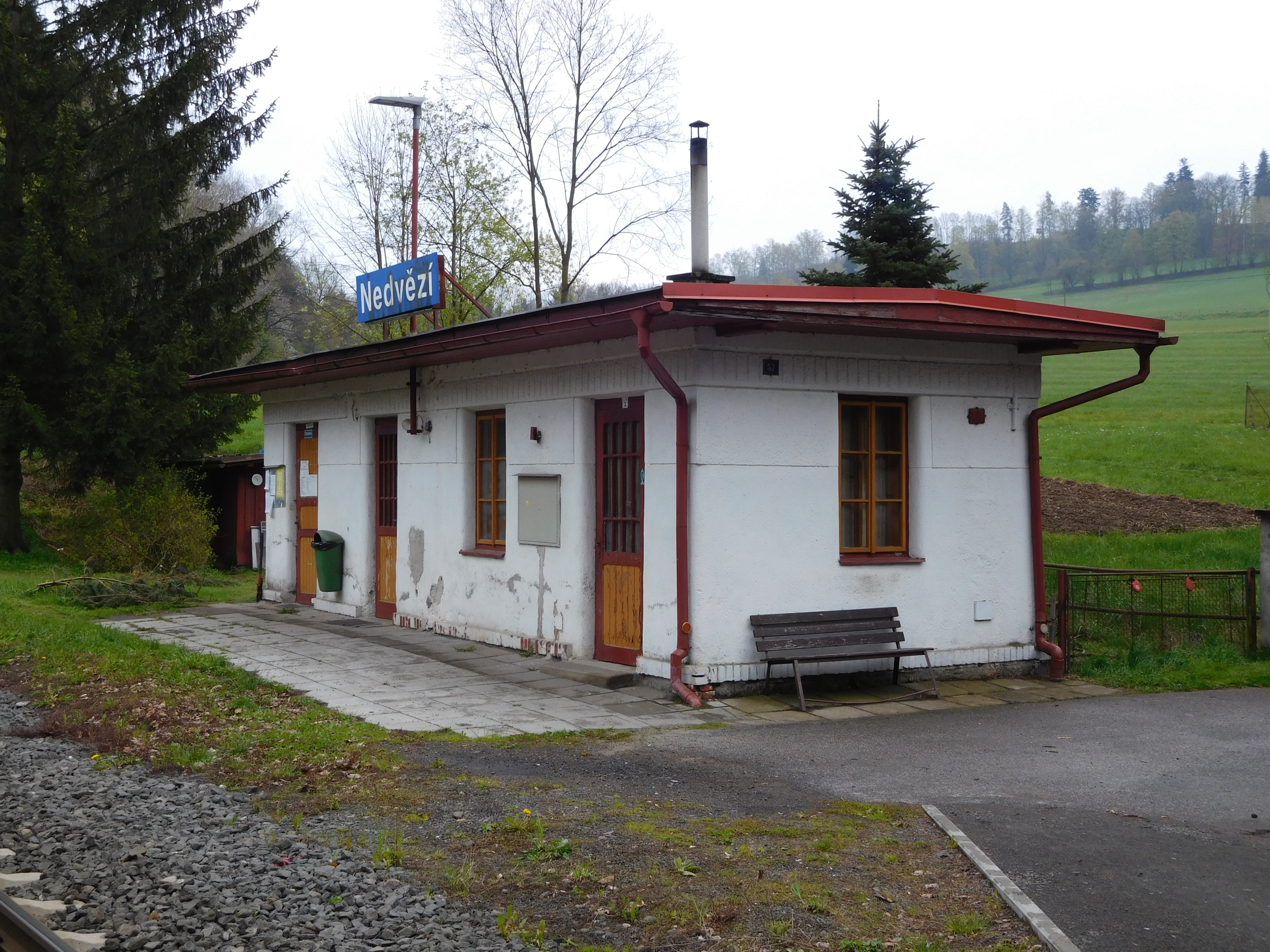
zastávka Nedvězí
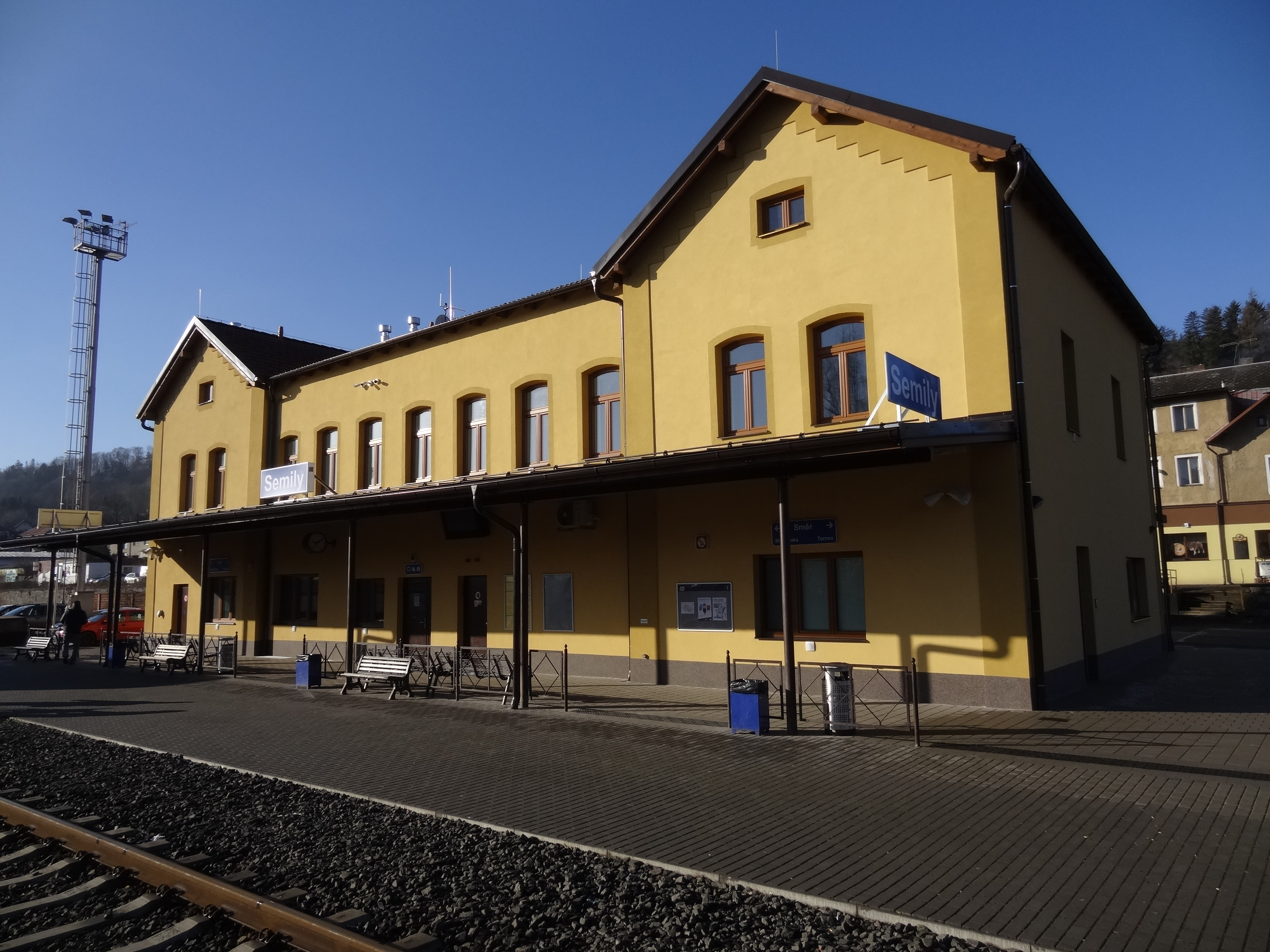
stanice Semily
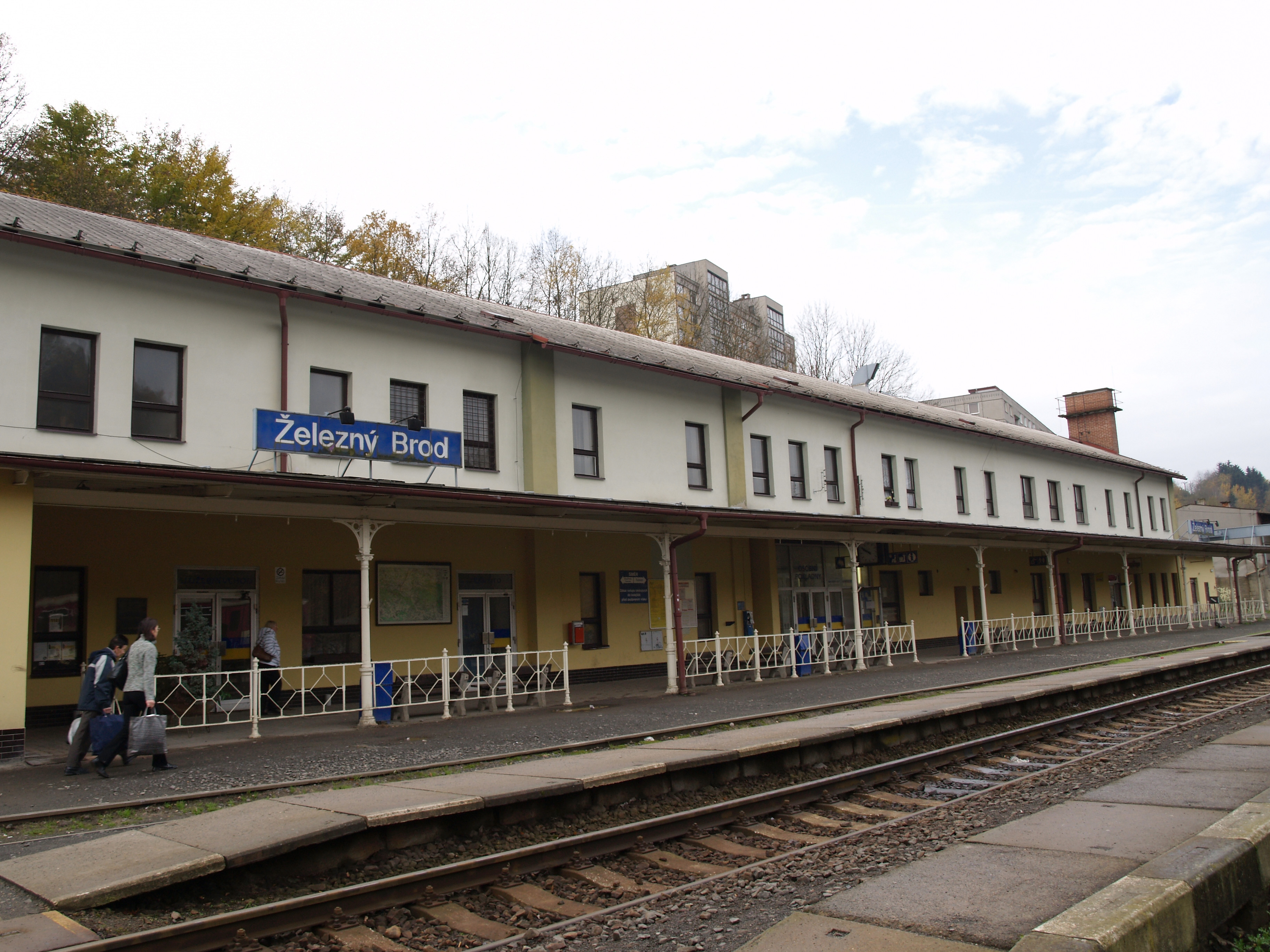
stanice Železný Brod
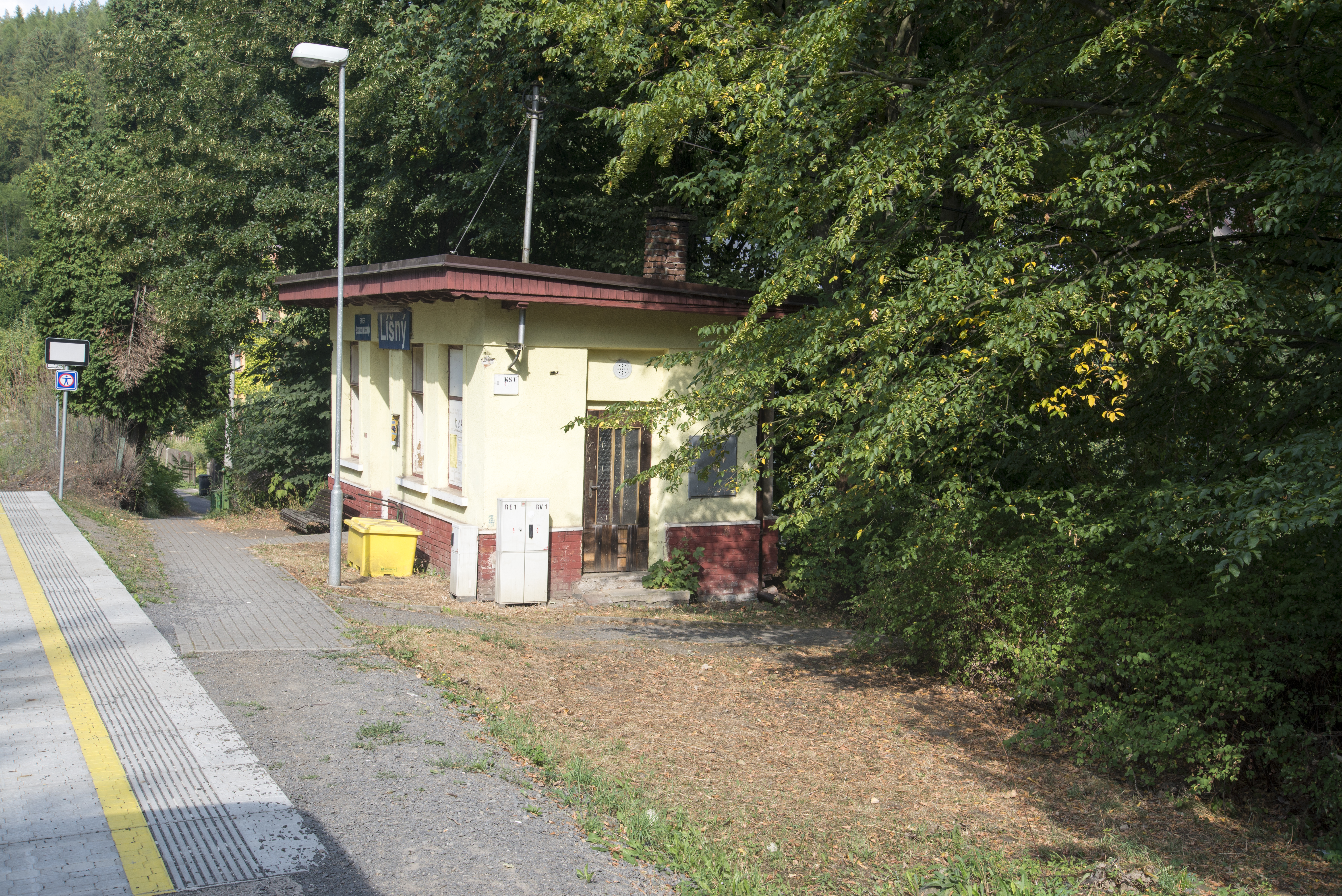
zastávka Líšný
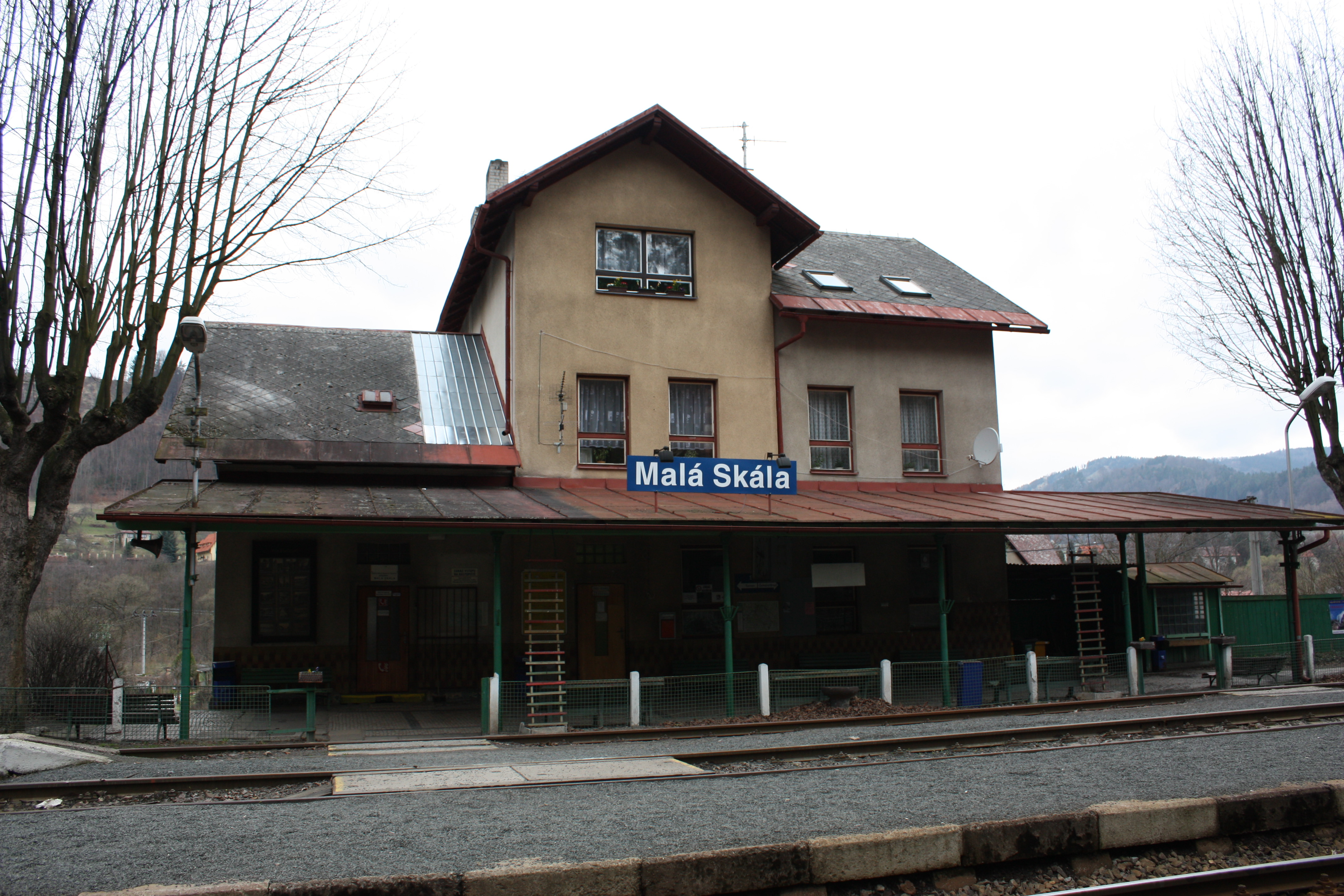
stanice Malá Skála
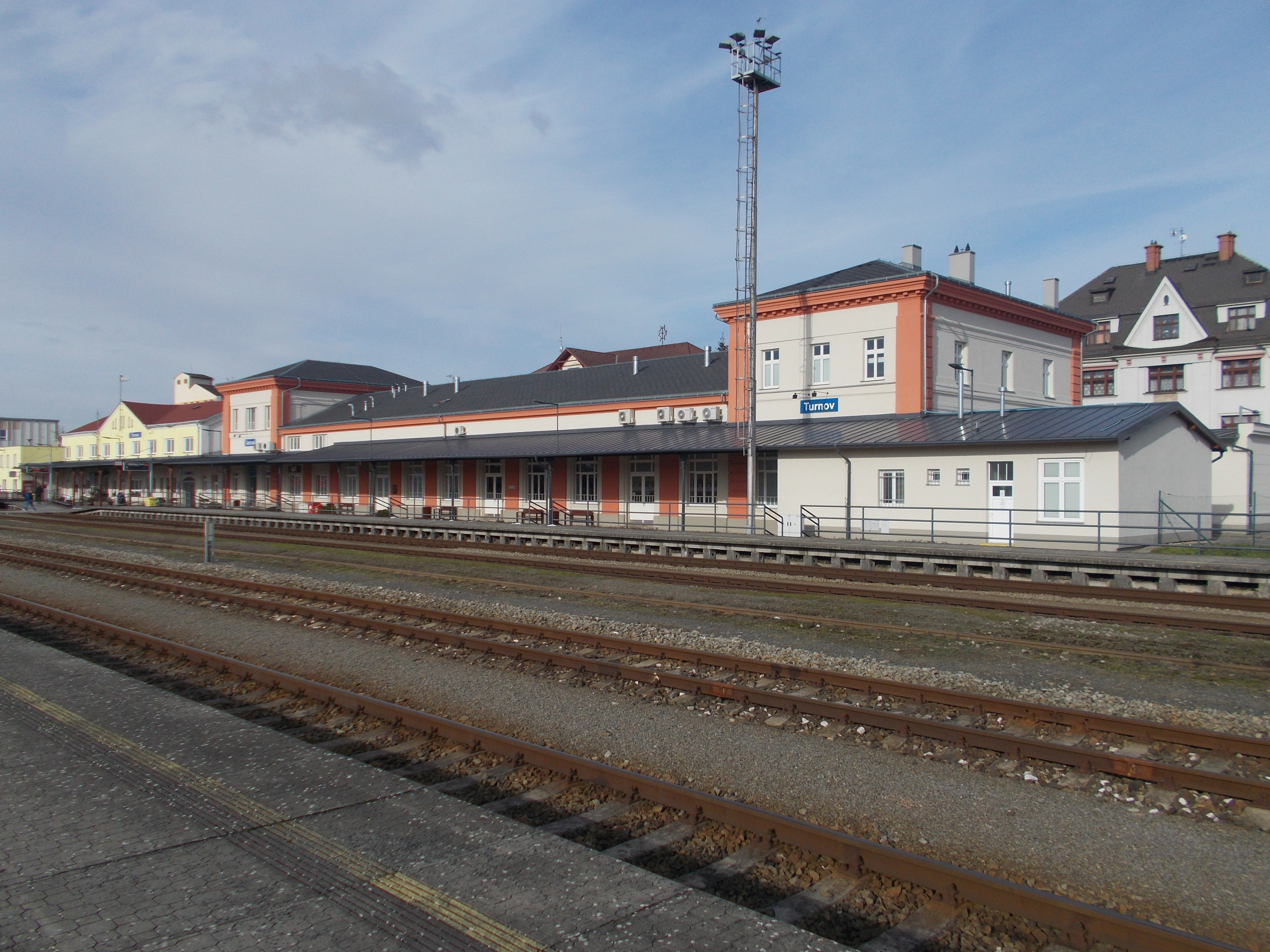
stanice Turnov
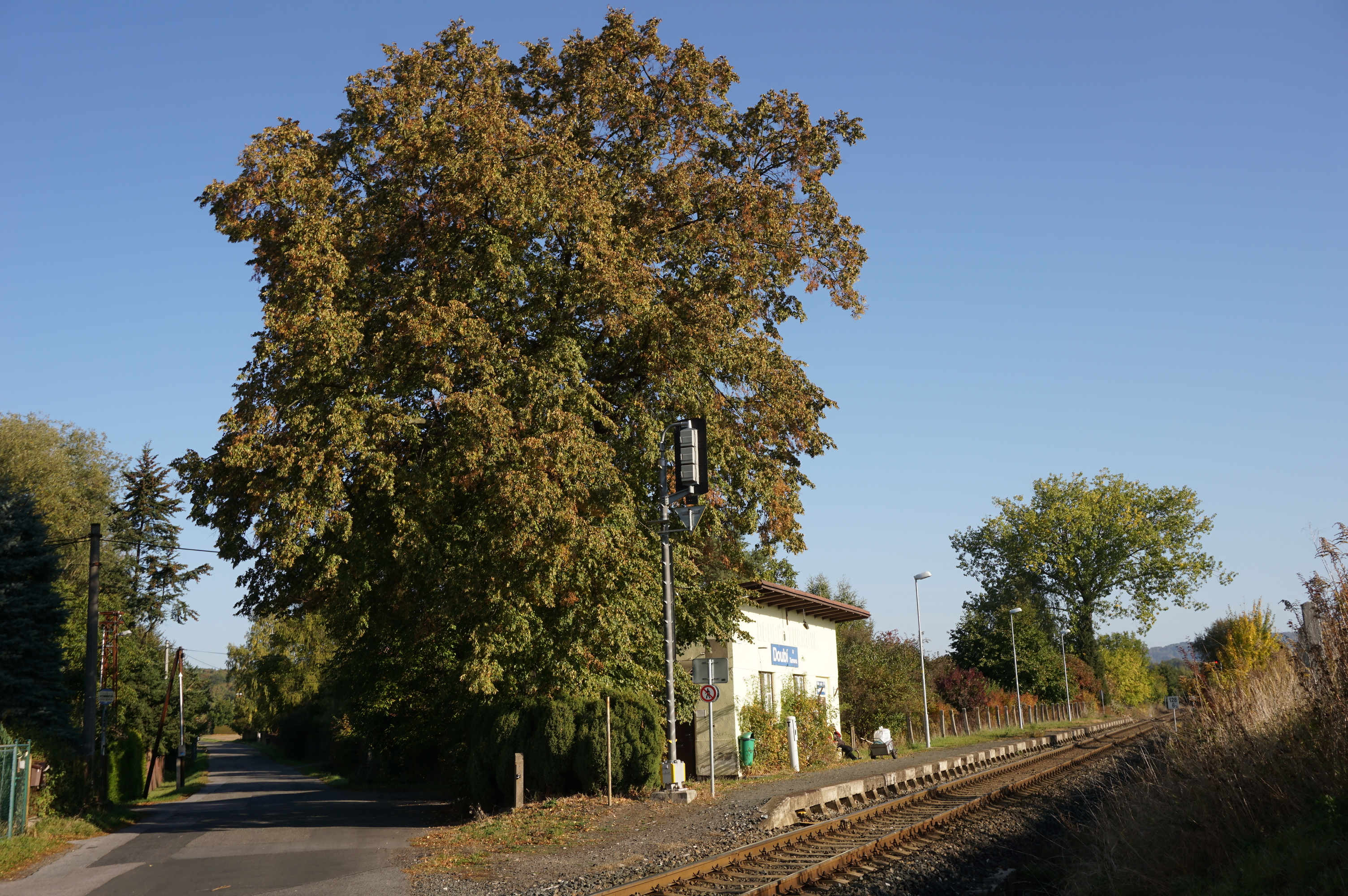
zastávka Doubí u Turnova
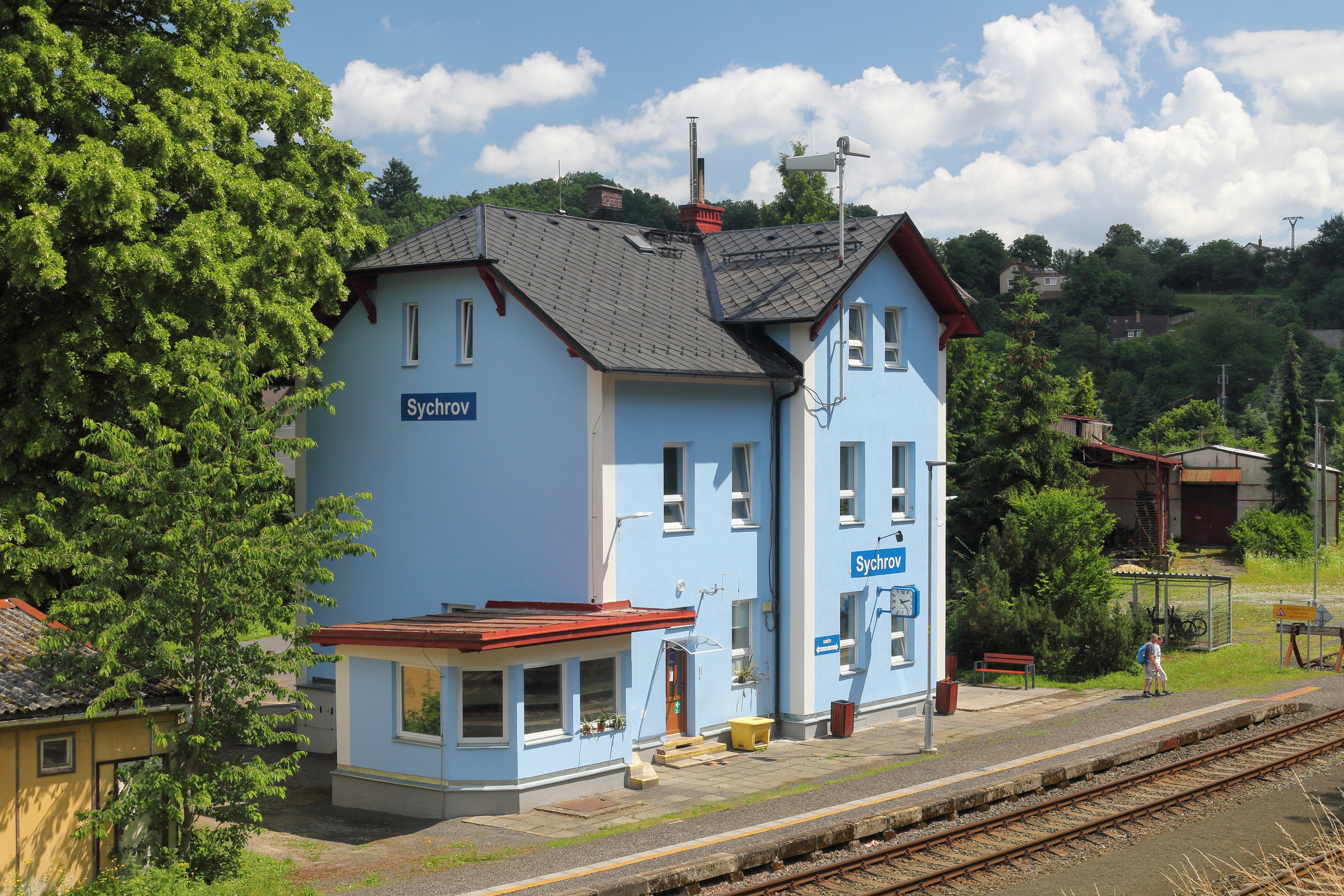
stanice Sychrov
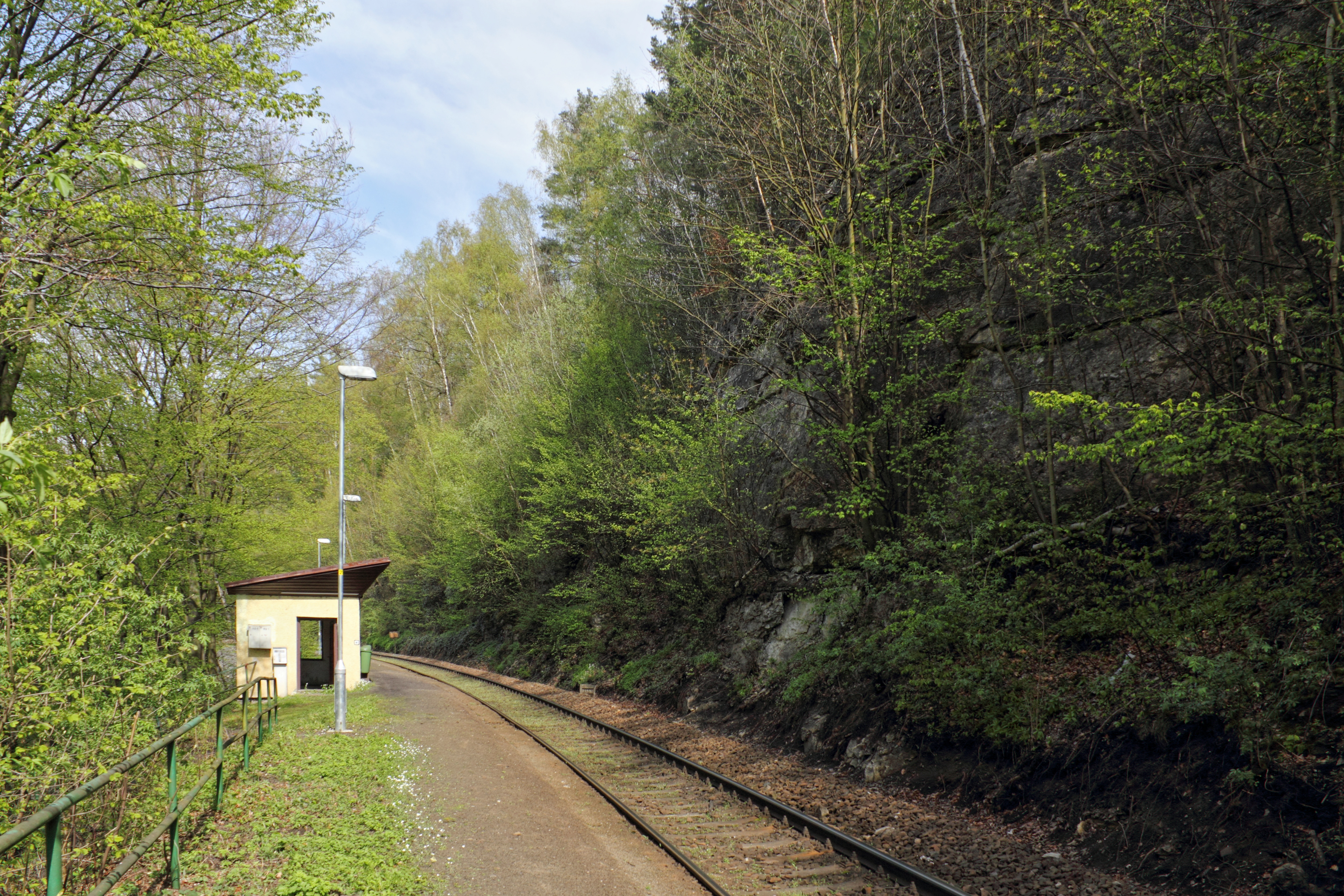
zastávka Sedlejovice
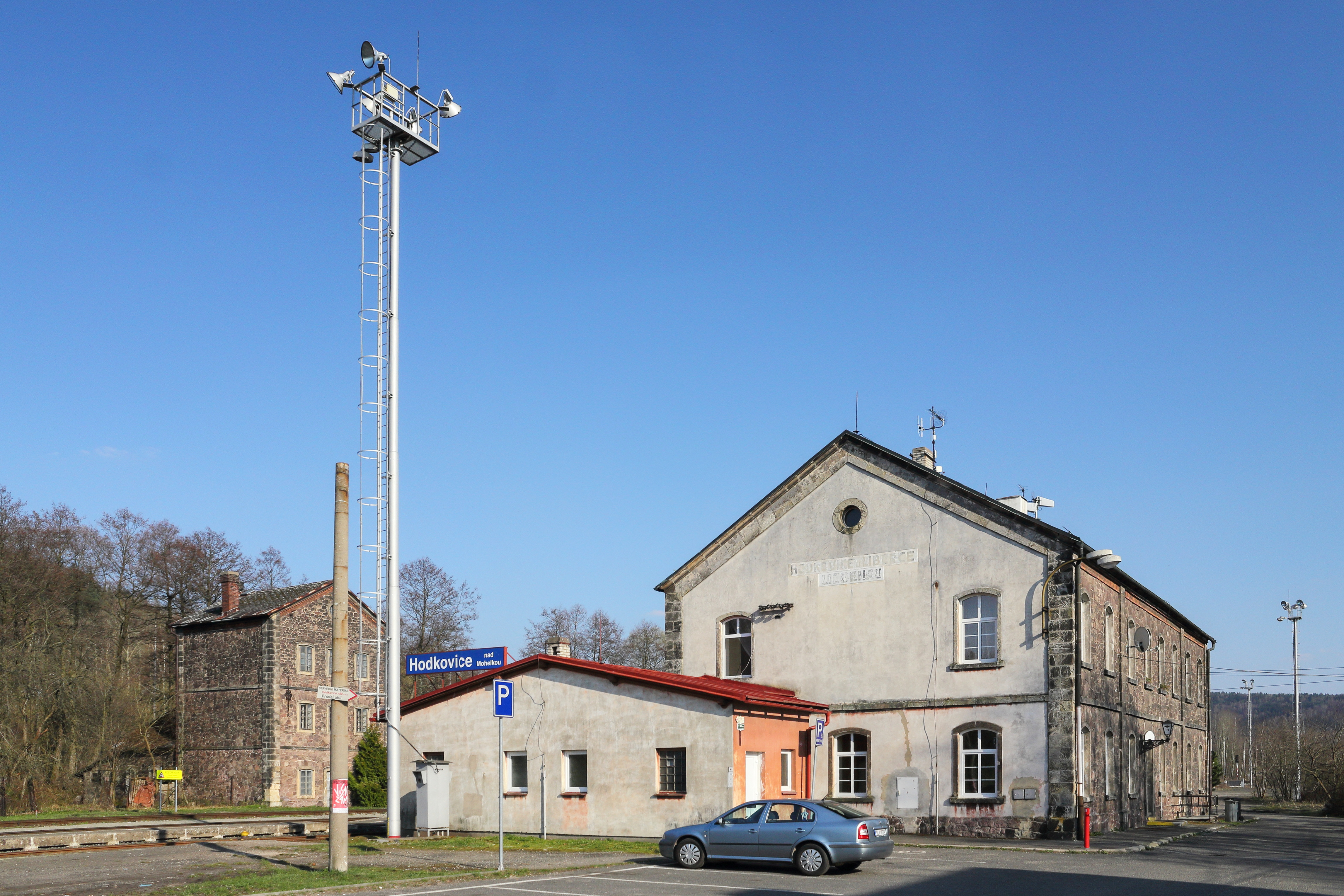
stanice Hodkovice nad Mohelkou
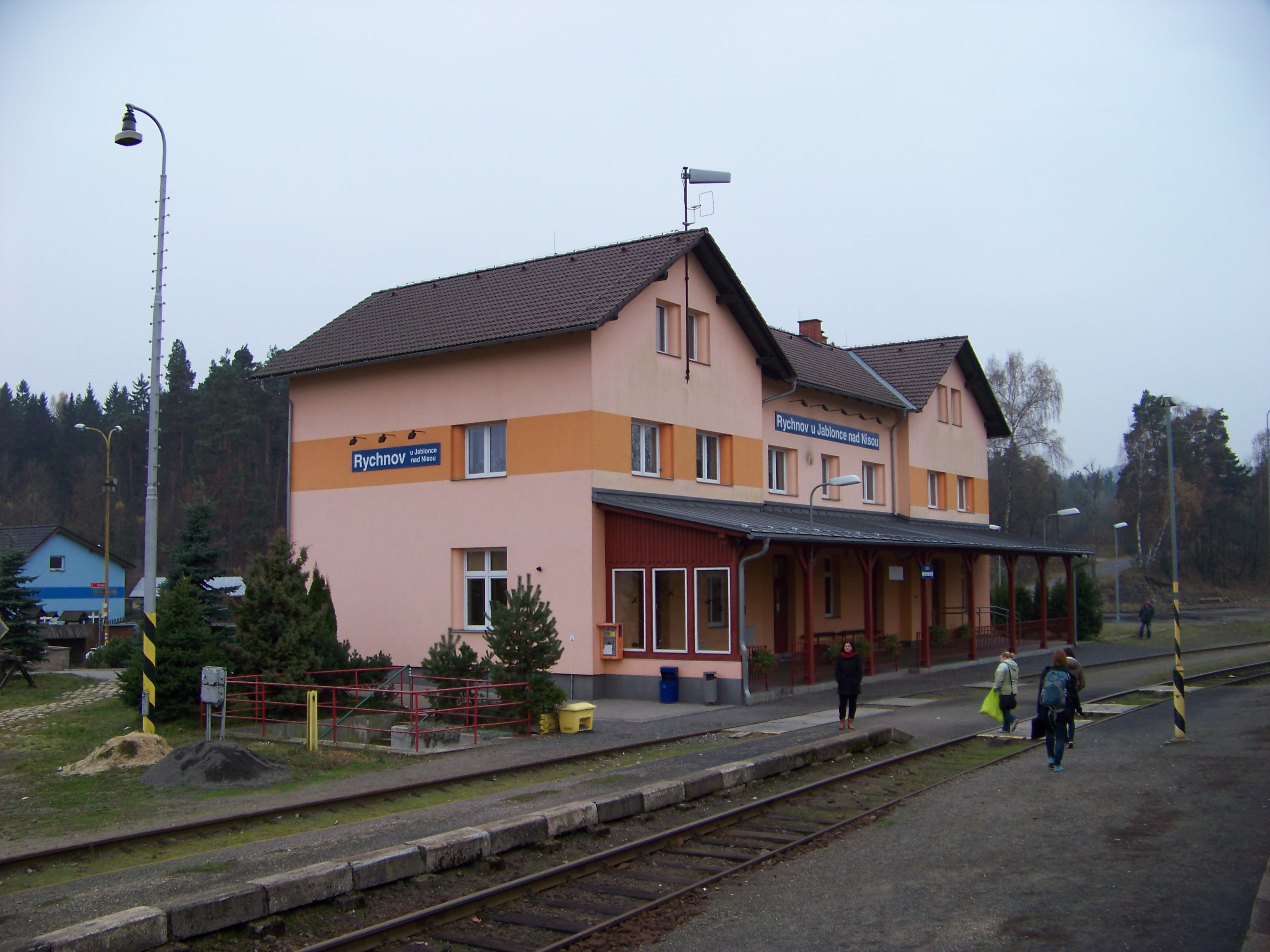
stanice Rychnov u Jablonce nad Nisou
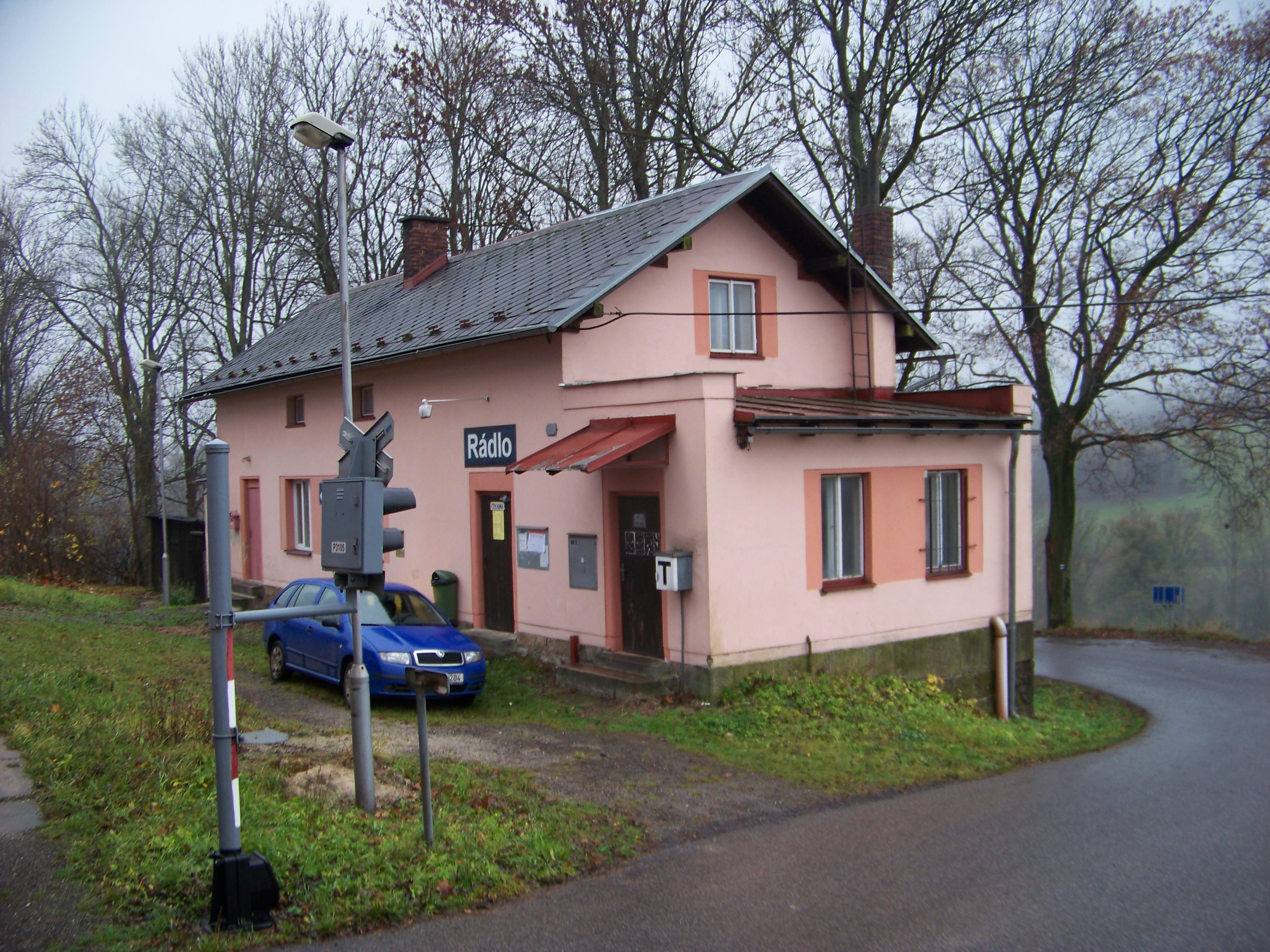
zastávka Rádlo
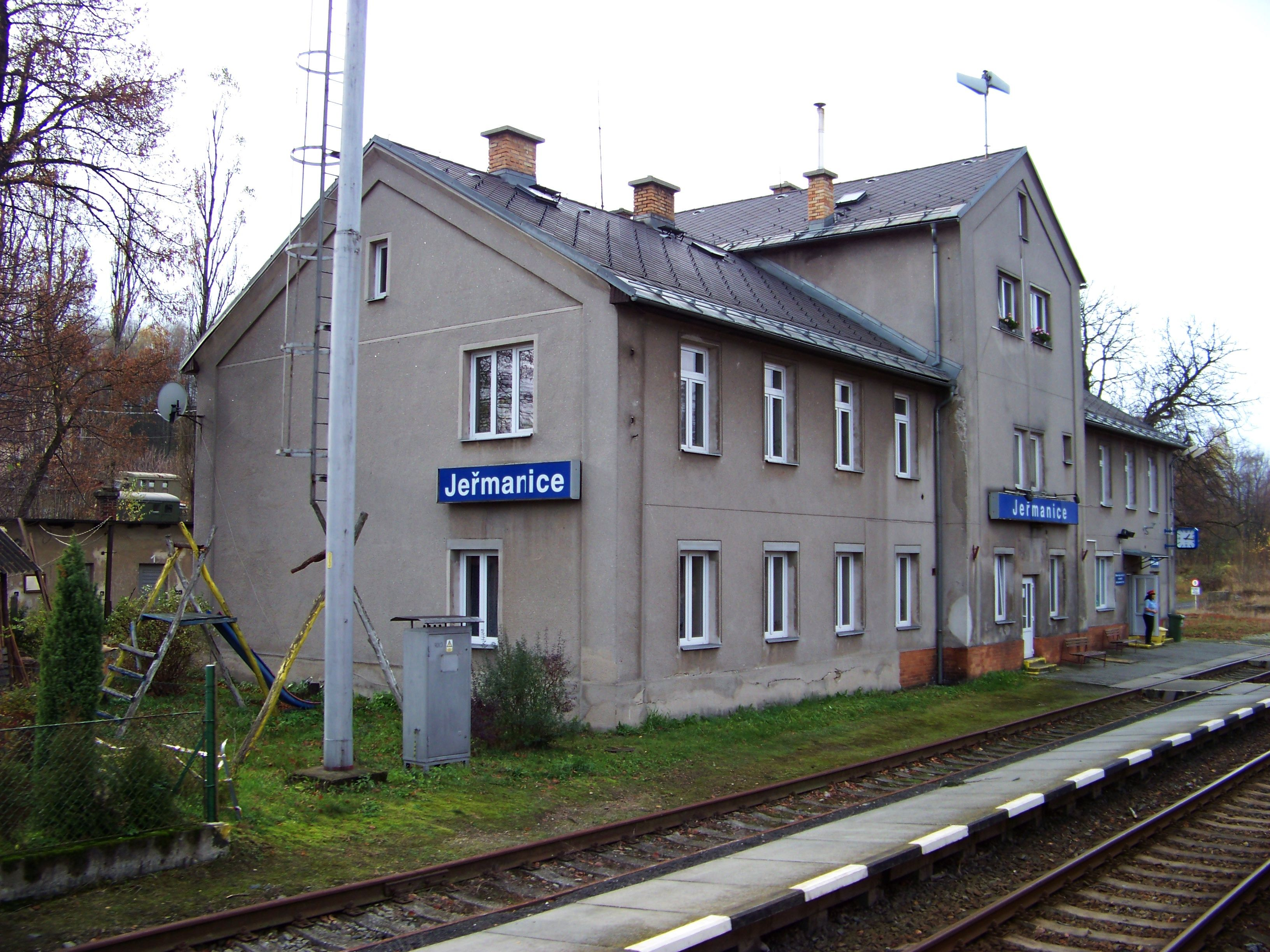
stanice Jeřmanice
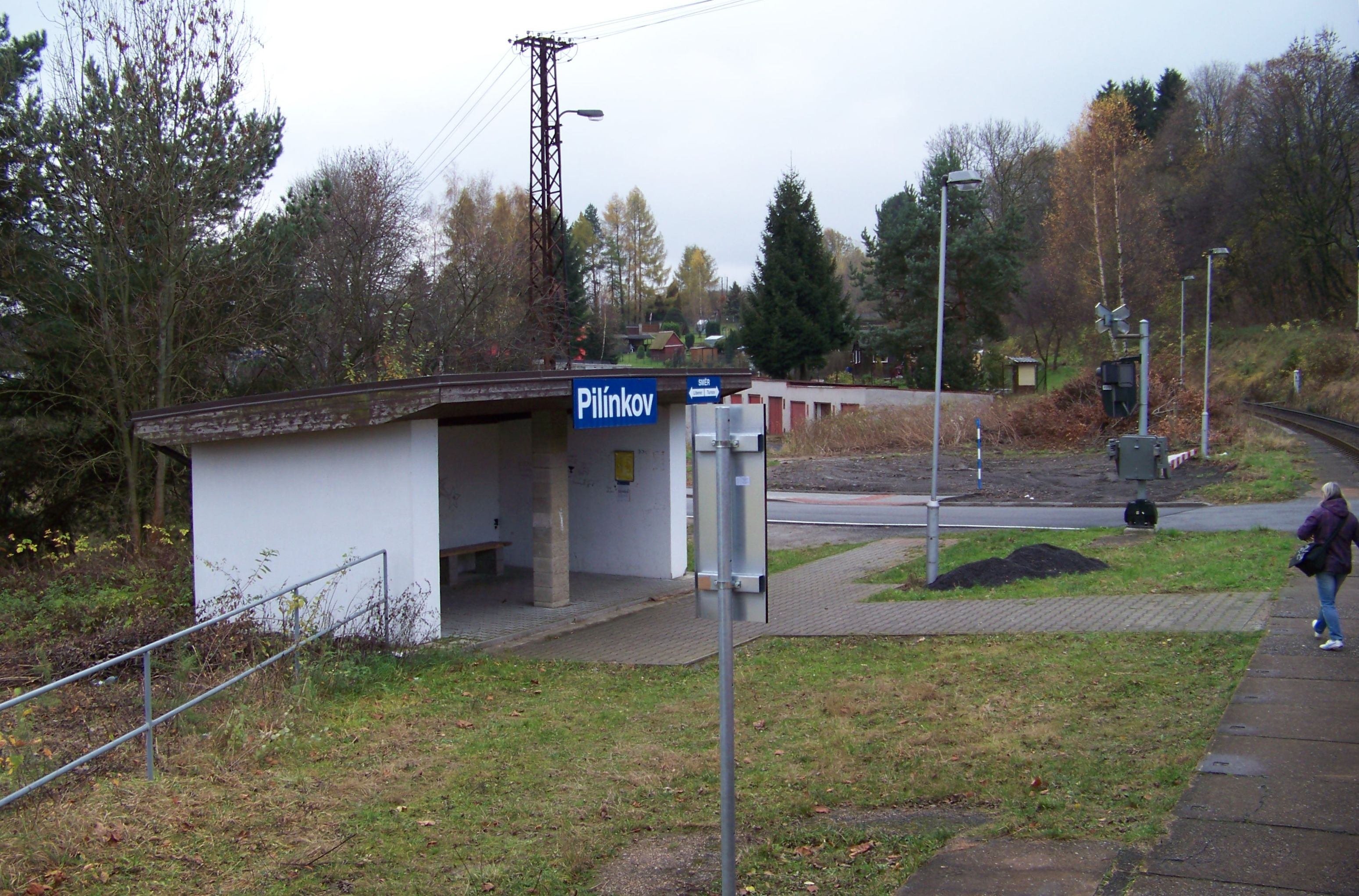
zastávka Pilínkov
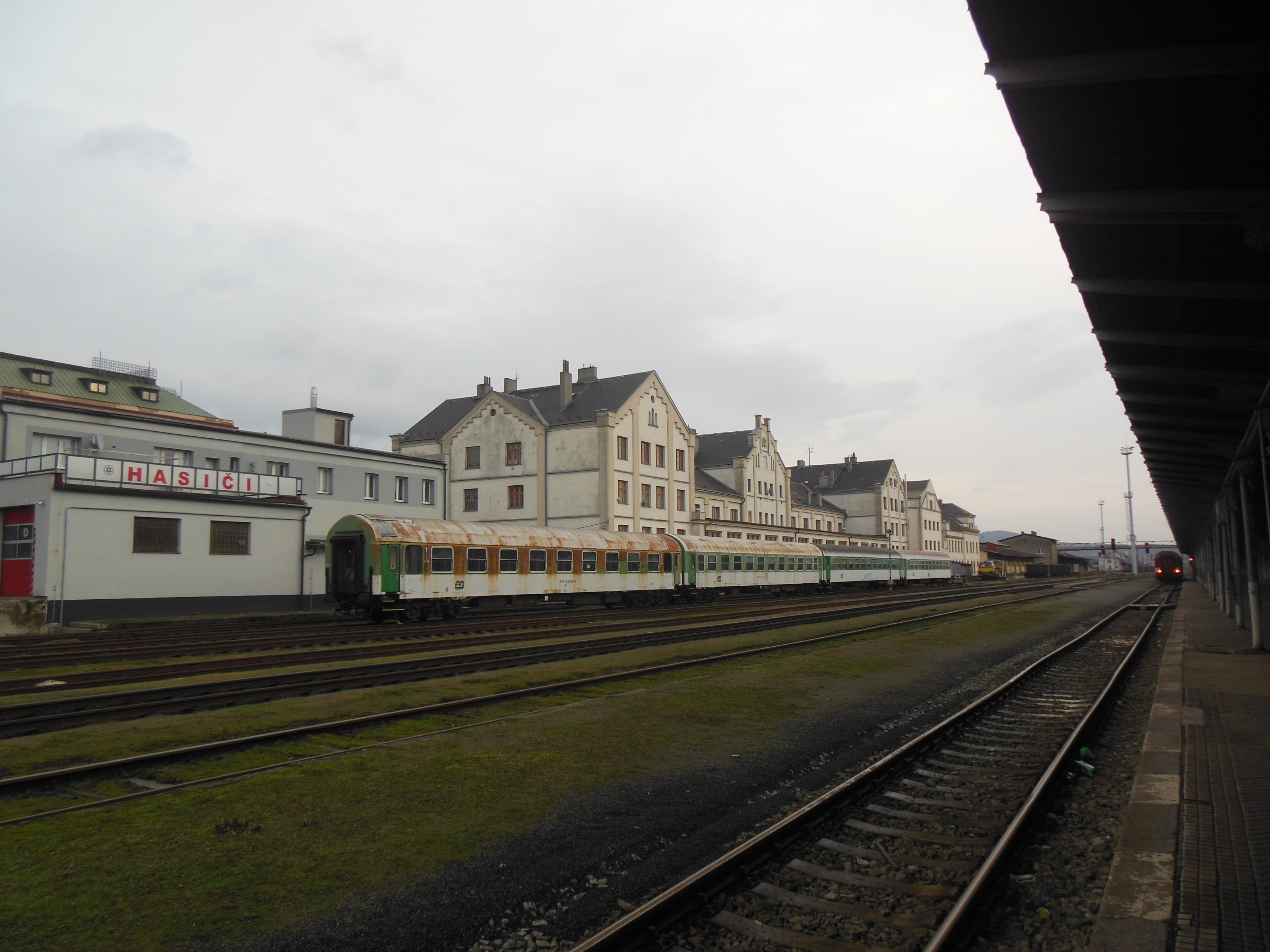
stanice Liberec